# Historia del chocolate en España

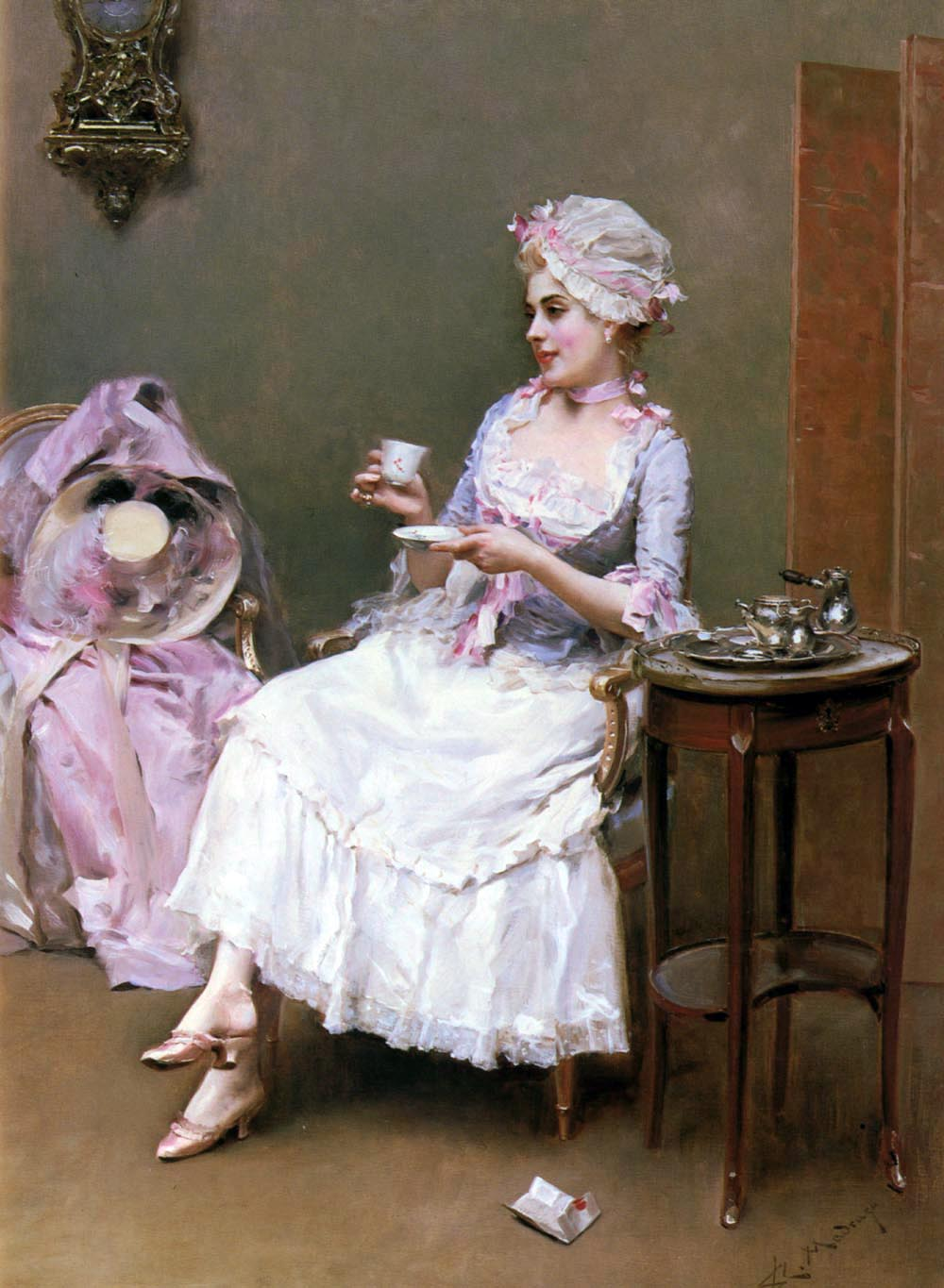
Mujer (Aline Masson) tomando una taza de chocolate, en un lienzo de Raimundo Madrazo.

La historia del chocolate en España es una parte de la historia culinaria española comprendida desde el siglo XVI, cuando los españoles conocieron el cacao (Theobroma cacao) mesoamericano al comenzar la colonización de América, hasta el presente. Cuando Hernán Cortés viajó a México fue acompañado por fray Gerónimo de Aguilar quien envió al abad del monasterio de Piedra el primer cacao junto a la receta para cocinarlo. Tras la Conquista de México, el cacao viaja como mercancía en barco desde un puerto de Nueva España, rumbo a las costas españolas. Este primer viaje a Europa ocurre por primera vez en algún momento indeterminado de la década de 1520. No fue hasta el siglo XVII cuando sale regularmente desde el puerto de Veracruz, abriendo una ruta comercial marítima que abastecería la nueva demanda de España, y posteriormente de Europa.
La introducción de este ingrediente en las costumbres culinarias españolas fue ciertamente inmediata, comparada con la de otros ingredientes traídos de América, y su popularidad y aceptación en todos los estamentos de la sociedad española alcanzó niveles muy elevados ya a finales del siglo XVI. Desde sus comienzos, el chocolate fue considerado por los españoles como una bebida y permaneció en ese concepto hasta principios del siglo XX.
Desde el primer momento se endulzó con azúcar de caña, y fueron los españoles los primeros en difundirlo en Europa. En la América precolombina el chocolate se condimentaba con chiles y resultaba una mezcla amarga y picante cuyo sabor no agradó inicialmente a los conquistadores españoles, quienes pronto se vieron motivados a endulzarlo con azúcar traído desde la península ibérica, además de prepararlo caliente.
Durante cerca de cien años, desde su aparición en los puertos de Andalucía, el chocolate se popularizó como bebida en España. En este periodo el furor por el chocolate hacía que fuese servido en forma de bebida en la Corte, mientras que la fórmula era desconocida en el resto del continente. Posteriormente, el chocolate se difundió desde España al resto de Europa, y los países que primero lo adoptaron fueron Italia, y después Francia.
La gran popularidad de la bebida en la sociedad española hasta el siglo XIX se puede ver reflejada en diversas anotaciones de viajeros que visitaron la península ibérica: se llegó a decir que «el chocolate es para el español lo que es el té para el inglés». De esta forma, el chocolate logró convertirse en un símbolo nacional. La afición tan desmedida por esta bebida hizo que el café se incorporara tardíamente a las costumbres culinarias españolas, comparado con la incorporación que tuvo en otros países europeos. En España el chocolate era considerado exclusivamente como una bebida reconfortante y apenas era empleado en otros aspectos culinarios, existiendo raras excepciones de platos clásicos españoles donde el cacao entre como ingrediente. Tras la guerra civil española la costumbre fue decayendo poco a poco a favor del consumo de café.

## Época precolombina

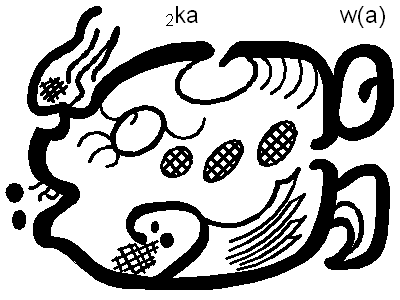
Glifo usado en la escritura maya para denominar al cacao

El origen mesoamericano del árbol del cacao (a quien Linneo dio, en el año 1753, el nombre científico de Theobroma cacao) es disputado hoy en día por los historiadores botánicos, ya que existen distintas hipótesis sobre la región de la que procede. Así, algunas teorías apuntan a la zona de Amazonia; sin embargo, se estima que la planta crecía igualmente en estado salvaje en otras partes de América, que incluyen las llanuras del alto Orinoco. Es muy probable que los olmecas conocieran la planta del cacao, ya en el año 1000 a. C. y transmitieran su uso y cultivo a los mayas, quienes fueron los primeros en describir el cacao en sus jeroglíficos (véase la imagen del margen izquierdo). Existe algún vínculo entre la sangre de los sacrificios humanos y la ingesta del cacao, y muestras encontradas en tumbas mayas han podido documentar que la bebida era habitual en las clases nobles. El papel que desempeñaba en las ceremonias religiosas ya lo explicaba Diego de Landa, en su obra Relación de las cosas de Yucatán.

### La bebida / alimento

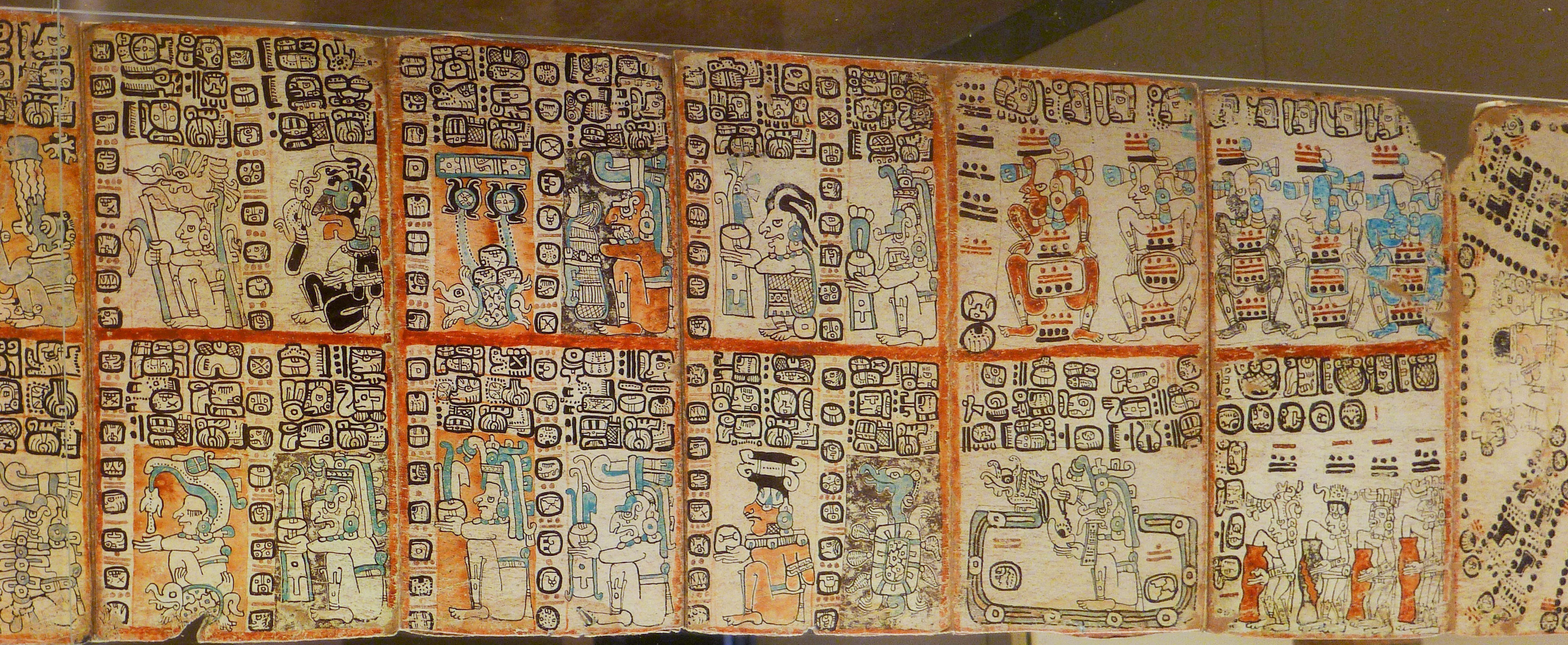
Facsímil del Códice de Madrid expuesto en el Museo de América de Madrid (detalle).

Gran parte de las formas de consumo se conocen por excavaciones arqueológicas y por descripciones textuales, como las existentes en uno de los códices mayas, el Códice de Madrid. Los cronistas españoles describen las diversas formas en las que los aztecas prehispánicos solían preparar el cocolatl: el padre José de Acosta menciona cómo lo elaboraban en Nueva España, y Gonzalo Fernández de Oviedo se refiere a las técnicas aplicadas en el golfo de Nicoya, así como en la isla de Chira (ambos en Costa Rica). En ellas, la «almendra tostada» se molía y se dejaba cocer en agua hasta que sobrenadaba una capa de «aceite» (la manteca de cacao), que se distribuía entre los comensales. Este «aceite» de color amarillo dorado, se teñía durante el molido, añadiendo como colorante alimentario una planta denominada bija o achiote (Bixa orellana) para proporcionar un color rojizo a la bebida final. El aspecto grasiento, oscuro y amargo de la bebida era un gusto adquirido en las sociedades prehispánicas.
Otra forma en que el cacao era preparado por los aztecas como bebida ha llegado a la actualidad por medio de unos manuscritos anónimos en los que se realiza la descripción de Tenochtitlan. Estos manuscritos, firmados por un conquistador que adopta el nombre de «caballero de Hernán Cortés», fueron publicados en Venecia en 1556. En la descripción que se hace de la preparación de la bebida del cacao se narra que, inicialmente, las granas del cacao eran molidas hasta ser reducidas a polvo; durante la molienda se añadían otros ingredientes (que podían ser semillas, maíz, etc.) de tal forma que el polvo resultante se mezclaba con agua fría y se removía con una cuchara hasta que subía la espuma por la aireación de la mezcla. En algunas ocasiones el cacao era preparado no como bebida, sino como gachas, a las que se le añadían cereales como el maíz nixtamalizado, o mezclado con otros ingredientes como el chile.
Este conocimiento acerca del uso del cacao pasó de los mayas a los aztecas, de modo que cuando los colonizadores españoles entran en contacto con el producto, tanto aztecas como mayas utilizaban como bebidas populares el octli (una bebida fermentada) y el chocolate. La denominación de la bebida azteca era un acrónimo: cacahoaquahuitl ('árbol del cacao'), mecacaohatl, tlalcacaoahoatl, etc. Gran parte de esas denominaciones se recogen en las descripciones que de ellas se hacen en los escritos de los españoles, como por ejemplo en la obra Magnum opus de Francisco Hernández de Toledo.

### La moneda

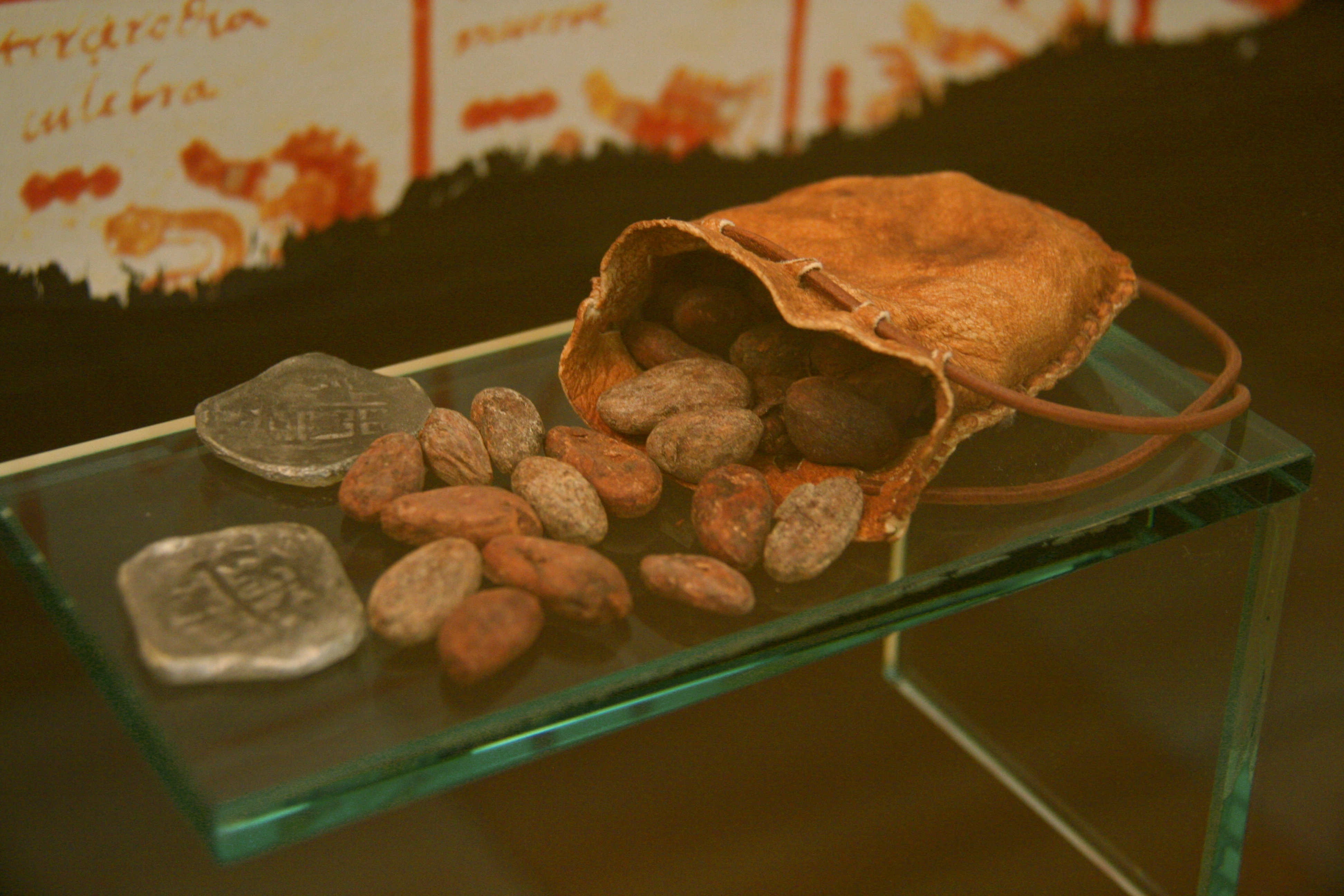
Representación del cacao como moneda, en el Museo del Chocolate de Barcelona.

De todas formas, las crónicas de los conquistadores españoles van dando indicaciones de su utilización por parte de los aztecas como moneda de cambio, que emplea el sistema vigesimal azteca y cuyo uso es muy generalizado. Existían denominaciones específicas, como puede ser el countle, que consistía en cuatrocientas almendras de cacao, el xiquipil formado por una veintena de countles y la «carga», que incluía tres xiquipiles. Gonzalo Fernández de Oviedo expone:

De manera que en aquella provincia de Nicaragua, un conejo vale diez almendras de éstas y por cuatro almendras dan ocho pomas o nísperos de aquella excelente fruta que ellos llaman munonzapot; y un esclavo vale ciento, más o menos, almendras de estas, según es la pieza o la voluntad de los contrayentes se conciertan.

El cacao era valioso por ser empleado en rituales religiosos, en rituales maritales, como medicina (solo o mezclado con otras plantas), así como alimento nutritivo. La creencia generalizada de ser «un regalo de los dioses» le confería cierto atractivo en las sociedades prehispánicas como símbolo de un bien precioso. Su empleo como moneda consistía fundamentalmente en el pago de impuestos a los poderosos.

## La época de su descubrimiento

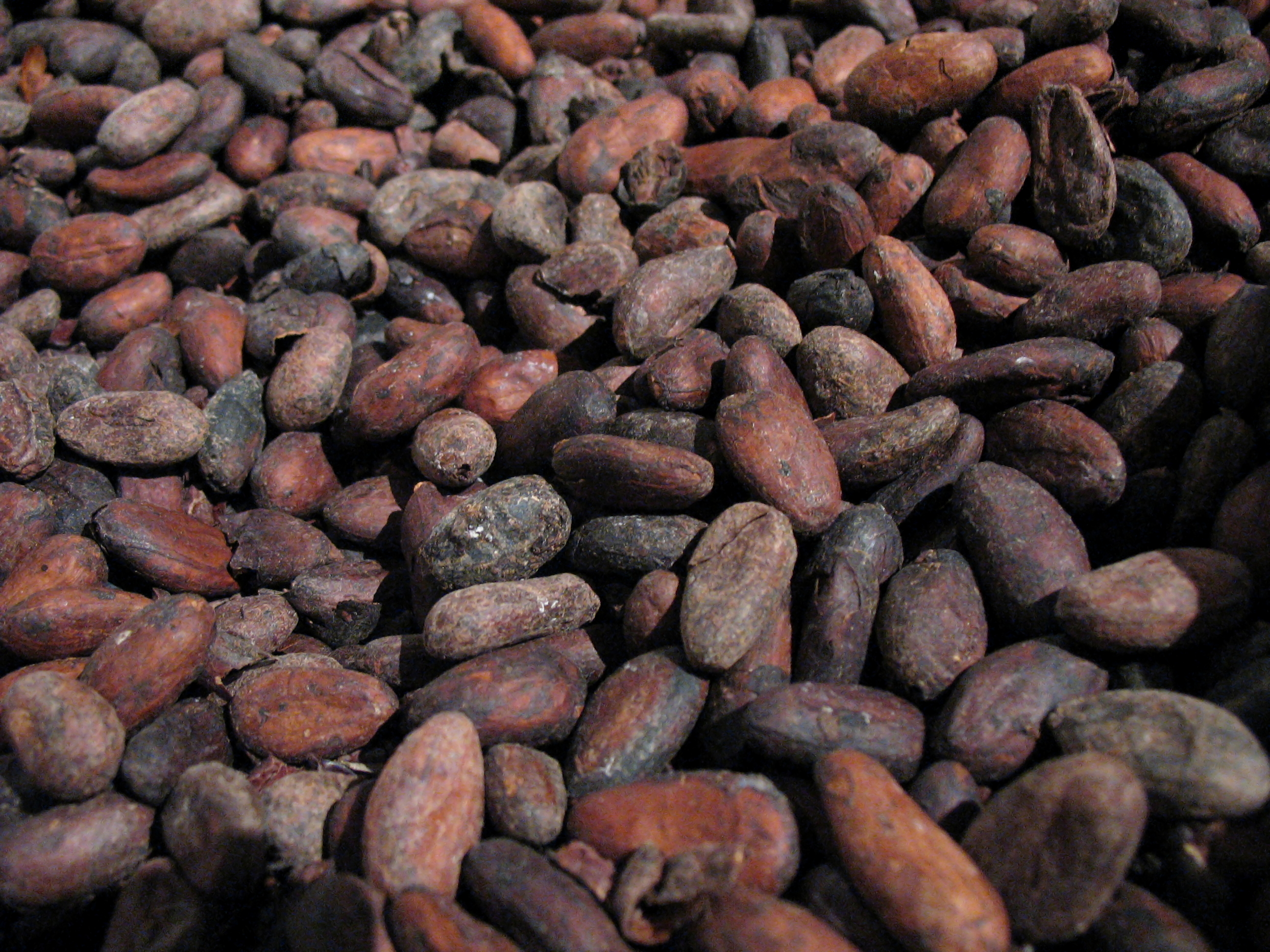
Granos de cacao; su similitud con las «almendras» hizo que los españoles lo denominaran así en sus comienzos.

El descubrimiento de nuevos alimentos, o preparaciones culinarias, pasa por varias fases de comprensión. En primer lugar, el cacao debía ser comprendido como un alimento, y posteriormente como un sabor agradable. Esto último solo es posible si se adapta el alimento a los sabores que ya previamente se conocían. Es en estos primeros encuentros de los conquistadores españoles con el cacao donde puede verse que la preparación del mismo sufrió una adaptación: se dulcificó, se aromatizó con otras especias (canela) y se sirvió caliente. Tras ello, se comprendió mejor el valor del chocolate. Estas tres simples transformaciones distinguieron, durante los primeros siglos, el chocolate de los autóctonos del que se servían los colonizadores españoles.
Este mismo patrón lo han sufrido otros alimentos que han viajado en los dos sentidos (ida y vuelta), a través de ambos mundos, aunque ninguno tuvo una aceptación y una demanda mundial semejante en proporciones a la del chocolate.

### El primer encuentro con Colón
El navegante Cristóbal Colón, mediante la inversión económica de los Reyes Católicos, alcanza por primera vez las costas del Nuevo Mundo el 12 de octubre del año 1492 y cree inicialmente haber alcanzado las Indias. Este afán viajero se realizaba con el objeto de poder ampliar mercados mediante el establecimiento de nuevas rutas comerciales y poder así rivalizar con el Imperio portugués, ya muy implantado en Asia. Tras el éxito de ese primer viaje al Nuevo Mundo, se organizaron otros con la intención de explorar y crear nuevas rutas comerciales. Es en el cuarto viaje de Colón, realizado en el año 1502 con cuatro carabelas, cuando debido a una tormenta inesperada desembarca provisionalmente el 15 de agosto en las islas de la Bahía. En sus primeras pesquisas por la zona Colón intercepta una embarcación de transporte de origen maya que procedía de la península de Yucatán y que sorprende a los españoles por su gran tamaño. La ubicación de dicho cargamento es en Guanaja. Colón hace detener la embarcación, y a pesar de capturar los frutos del cacao (que dio en su diario el nombre de «almendras»), no les llegó a dar importancia, de modo que tras la inspección dejó a la embarcación seguir su transcurso. A pesar de que él sabía que estas «almendras» eran empleadas como trueque, se tiene constancia de que Colón no probó nunca el cacao.
En el periodo posterior, que se extiende desde 1517 hasta 1519, los conquistadores españoles Bernal Díaz del Castillo (quien hace mención del uso del cacao por los aztecas en su obra Historia verdadera de la conquista de la Nueva España) y Hernán Cortés, probaron la bebida y la encontraron muy amarga y picante (debido al empleo de achiote). En algunas ocasiones se añadía harina de maíz y a veces setas alucinógenas. Ya por entonces los españoles sabían que los frutos del cacao eran considerados como moneda de cambio por los lugareños. fray Toribio de Benavente (apodado Motolinía) ya alude a la existencia del cacao en su obra Memorias o Libro de Cosas de la Nueva España o de los naturales de ella.

### El encuentro en Nueva España
Tras la conquista de México, el emperador de los aztecas, Moctezuma, ofrece a Hernán Cortés y los suyos medio centenar de jarras llenas de espumeante chocolate. Según la narración del toledano Francisco Cervantes de Salazar, el gran emperador poseía unas reservas de varios millares de «cargas» (varias decenas de millares de «almendras» de cacao).
El italiano Girolamo Benzoni describe en su libro La Historia del Mondo Nuovo (1565) que «el chocolate parecía más una bebida para cerdos, que para ser consumido por la humanidad», mencionando que nunca lo había probado a pesar de haber residido en esas tierras por más de un año. A pesar de estos reparos, Gonzalo Fernández de Oviedo lo caracteriza como un ingrediente interesante, aunque muestra algunas reticencias al describir cómo algunos indios, tras beberlo, tenían los labios manchados como si hubieran ingerido sangre humana. Esta percepción fue cambiando debido, en parte, al agotamiento de las subsistencias. Las tortillas elaboradas con harina de maíz (tamales), calentadas sin el empleo de grasas, no parecieron satisfacer los gustos de los conquistadores acostumbrados a la carne de cerdo y a las técnicas culinarias fundamentadas en la fritura o rehogado con grasas, bien fuesen el aceite de oliva o el tocino de cerdo. Los alimentos grasos, como el queso, no eran conocidos por los habitantes prehispánicos del Nuevo Mundo.
A medida que se acababan las existencias traídas en los barcos de los colonos españoles, el afán de encontrar un sucedáneo o reproducir alimentos a los que estuvieran acostumbrados era una necesidad logística. Por eso, se plantaron en el Nuevo Mundo legumbres, como los garbanzos; cereales, como el trigo; frutas, como naranjas y peras, y se inició el cultivo de la oliva y la vid. Pronto se implantaría también el cultivo de la caña de azúcar en los estados del marqués del Valle. A finales del siglo XVI se aclimataron los cultivos en las plantaciones de México. Es por esta época cuando se añadió azúcar a la pasta de cacao por primera vez, lo que hizo posible que la aceptación fuera mayor.
Durante este periodo anterior a la aclimatación de los nuevos cultivos, que se inicia en los años 1520, los españoles tuvieron que acostumbrarse a los nuevos sabores mientras se desarrollaban los cultivos de alimentos del «viejo mundo» en los desconocidos climas de América. Los nuevos ingredientes traídos por los españoles (trigo y garbanzos) eran rechazados igualmente por la población autóctona: los sabores eran extraños para ellos.
Los españoles de humilde condición económica se casaban con mujeres aztecas y los ricos las tomaban como concubinas, por lo que las cocinas coloniales tenían en la mayoría de los casos diversas influencias de la gastronomía azteca. En este contexto se propagó el cacao entre las dos culturas. Bernal Díaz del Castillo menciona que, en un banquete celebrado en la Plaza Grande de México (construida sobre las ruinas de la capital azteca) con objeto de celebrar la paz entre Carlos I de España y Francisco I de Francia, se sirvió chocolate en tabletas doradas. La gran aceptación del cacao por los conquistadores españoles ya la describe el jesuita José de Acosta en su obra Historia natural y moral de las Indias (publicada en 1590), sobre todo entre las mujeres.
Así, conforme la aversión inicial por el cacao se disuelve entre los conquistadores, este se envía a la Península. La segunda transformación que experimenta el chocolate en manos de los españoles es la forma de ser servido: el cacao calienta hasta lograr que sea fluido. En su lugar, los autóctonos lo tomaban a temperatura ambiente o frío. El tercer cambio es el intento de mezclarlo con especias traídas del Viejo Mundo, como son la canela, las semillas de anís y la pimienta negra molida.

### La denominación del nuevo alimento

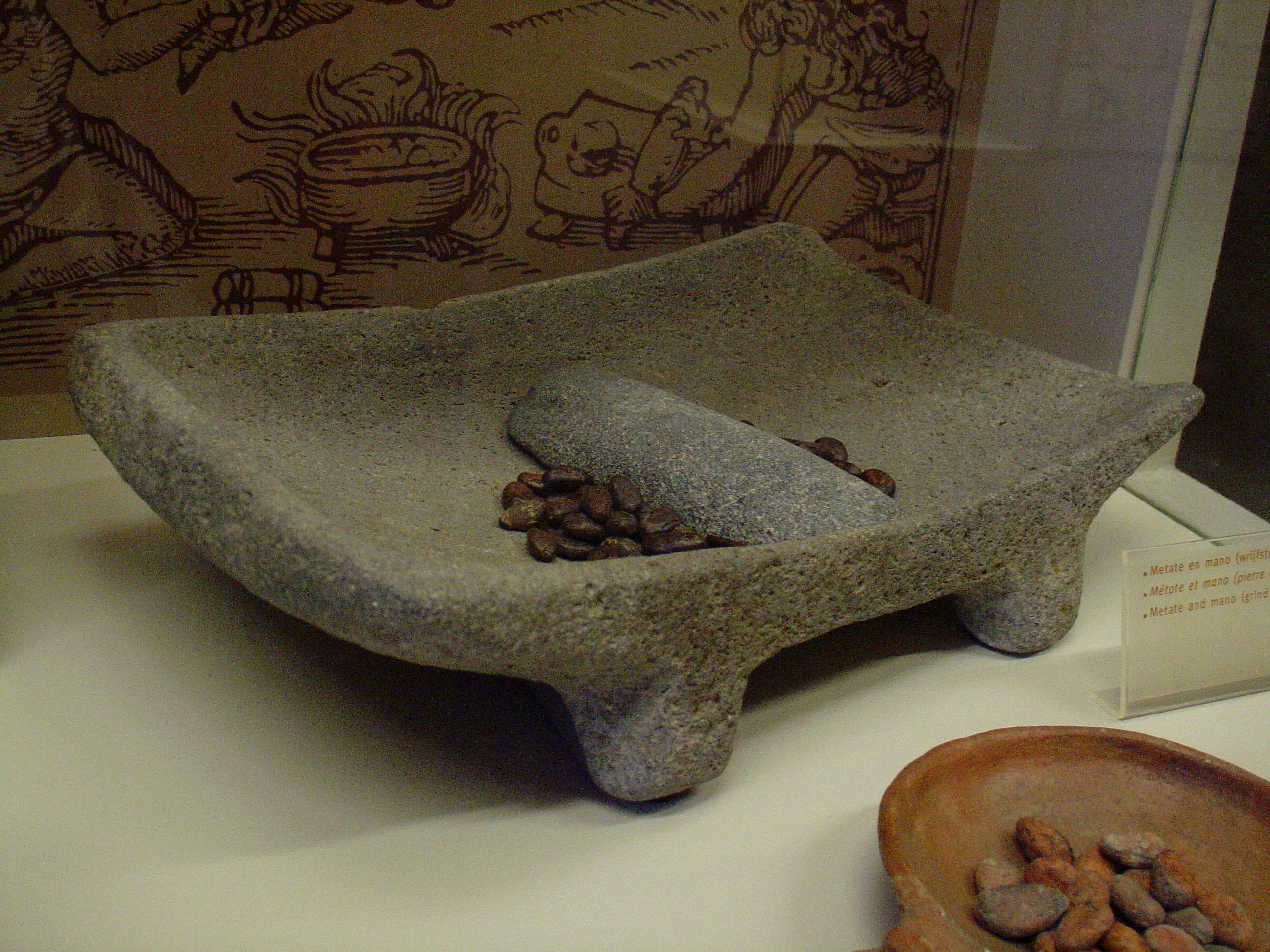
El metate, o piedra de moler el cacao, muy usado en España hasta el, en lo que se denominaban «chocolates de brazo» o «chocolate a la piedra».

El idioma de los aztecas, el náhuatl, era difícil de pronunciar para las tropas españolas destacadas en México y la terminación tan habitual en -tl sonaba similar a -te. La dificultad de Hernán Cortés para la sutileza del náhuatl era evidente en las cartas de relación enviadas al emperador, cuando escribe «Temistitan» en lugar de Tenochtitlan, y el dios tribal Huitzilopochtli como «Uichilobos». La convivencia entre aztecas y españoles dio lugar a la incorporación de ciertos sustantivos de origen precolombino al léxico de la lengua española, como coyote (coyotl), maíz (elotl) o jícara (xicalli). Claro está que la denominación de esta nueva bebida debió sufrir una hibridación lingüística.
Muchos de los diccionarios sugieren que la palabra proviene del término náhuatl chocolatl, y parece lógica la evolución de -tl a -te; sin embargo, la historia de dicha transformación es más complicada. La primera razón para rechazar esta hipótesis es el hecho de que el vocablo chocolatl no aparezca en los registros actuales de la cultura azteca, ni en la obra de Alonso de Molina —lexicógrafo de la época, que en 1555 publicó una gramática—, ni en la enciclopedia de Bernardino de Sahagún, ni en el Huehuetlatolli ('Los dichos de los antiguos'). En todas esas obras aparece siempre la palabra cacahuatl ('agua de cacao'), una denominación muy razonable para una bebida elaborada con agua y cacao. En sus periódicas misivas, Hernán Cortés hace referencia al «cacao». Lo cierto es que en un instante indeterminado dentro del siglo XVI, los españoles de la Nueva España comienzan a usar la palabra chocolatl.
El físico de la Casa Real Francisco Hernández de Córdoba ya lo nombra de esta forma en la década de 1570: menciona el chocolatl (granos de cacao) y el pochotl (semillas del árbol céliba), ambos frotados con un «molinillo». El término ya lo empleaban, asimismo, José de Acosta y sus contemporáneos; el nombre chocolatl se divulgó posiblemente a lo largo de Nueva España y del Yucatán. Por lo tanto, la palabra chocolatl es un neologismo. Otras escuelas de investigación sugieren que chocolatl puede provenir de xocoatl, donde xoco es 'amargo' y atl es 'agua'; esta derivación se comprende mal desde la fonética, cuando debe modificarse el sonido de una x para insertar una l. Otra explicación proviene de la costumbre colonial de tomar el cacao caliente, es por esta razón por la que en muchos vocabularios mayas se glosa «la bebida llamada chocolate» como chacau haa (literalmente significa 'agua caliente') que se coloca muy próximo desde el punto de vista fonético a chocolatl.
El filólogo mexicano Ignacio Davila Gabirí fue el primero en proponer que los españoles acuñaron el nuevo vocablo maya chocol y finalmente denominaron al chocolatl como chocolate.

### Primeros envíos a España
En 1520 las carabelas españolas empiezan a enviar cacao a la Península y los piratas con patente de corso de Inglaterra, quizás por desconocimiento del nuevo ingrediente, quemaban y desechaban el contenido de las naves españolas al ser apresadas. No se sabe a ciencia cierta la fecha de llegada del cacao a las costas españolas, pero sí que ya era considerado un material valioso a mediados del siglo XVI. El valor que tenía este ingrediente en aquellos primeros años lo muestra el que los galeones españoles llevaran las primeras semillas de cacao a los puertos de España en los guardajoyas de los galeones, con la intención de evitar su robo. No existen evidencias de que el propio Hernán Cortés lo llevara a España en su viaje de regreso: cuando en 1528 se presenta a Carlos I (ya titulado como emperador del Sacro Imperio Romano Germánico) el cacao no aparece entre la lista de regalos traídos desde el Nuevo Mundo. Los primeros envíos a España se realizaban mediante galeras que se desplazaban con el denominado «viento chocolatero», brisas del norte favorables a la navegación y que se llaman así en el golfo de México.
La primera prueba documental del chocolate en España se debe a una delegación de dominicos encabezada por fray Bartolomé de las Casas, quien elige una representación de mayas quekchí de Alta Verapaz para que en 1544 viajen a la Península con el fin de visitar al príncipe Felipe, futuro rey Felipe II. Durante la recepción se mencionan plantas como el liquidámbar, el maíz, y el cacao. Se alude asimismo a que se sirvió chocolate batido, siendo este el primer caso documentado de la presencia del chocolate en España. La familiaridad de los frailes dominicos con este tipo de alimentos pudo haber facilitado la transmisión del cacao entre los monasterios de Mesoamérica y España durante los primeros años. Estudios realizados muestran que, previa a esta recepción, fray Aguilar sería el primero en España en preparar las primeras jícaras de chocolate al abad del monasterio de Piedra, don Antonio de Álvaro. Otros autores mencionan a los monjes benedictinos como los primeros importadores del chocolate en 1532. La comunidad llevaba el cacao al Convento de los Terceros Franciscanos de Sevilla, traídos por la galera María del Mar que desembarcaba en Cádiz. Una frase de los benedictinos de aquella época era: «No bebía del cacao, nadie que no fuese fraile, señor o valiente soldado». En el año 1585, una embajada de Japón, de visita al rey Felipe II en Alicante, quedó impresionada por el ofrecimiento del chocolate de las monjas clarisas de la Verónica, convento cercano. Desde los comienzos, los religiosos españoles fueron los expertos chocolateros que difundieron su receta entre las congregaciones. En 1601, el confesor de la Corte en la ciudad de Córdoba, Serven Serrietz, elaboraba chocolate en pequeñas fracciones (a las que dio el nombre de chocolatina) y en su interior insertaba hortalizas.
Se procuró desde los inicios plantar el cacao en la península ibérica y el resultado fue del todo infructuoso, comprobándose que el árbol solo crece en latitudes comprendidas entre los 20° Norte y los 20° Sur. La expansión y la necesidad de buscar climas propicios para el cultivo del nuevo alimento hace que los árboles de cacao prosperen en Fernando Poo (en la Guinea Española) y a partir de ahí se difundiría por el continente africano. La aceptación de la repostería española de aquella época permite que las recetas pasteleras y de elaboración de dulces se encuentre en manos de boticarios, lo que hace que la mayoría de las veces estas preparaciones sean secretas: se trata de los letuarios, que poseían aplicaciones farmacéuticas y reposteras. El chocolate tuvo en estas épocas sus primeras discusiones nutricionales, y los posibles usos medicinales del cacao se investigaron desde el primer momento: un ejemplo se puede encontrar en el Badianus Codex, escrito en el año 1552.
El chocolate ya se servía en las confiterías de Madrid durante el siglo XVII, y los madrileños solicitaban en estos establecimientos la «bebida que provenía de las Indias». Lo mismo se puede afirmar en establecimientos públicos a comienzos del siglo XVIII, dando cuenta de ello algunos visitantes extranjeros de la época. Se sabe que era servido en 1680 en combinación con agua de nieve a los nobles presentes durante los autos de fe públicos. La pasión de la época la narra el escritor Marcos Antonio Orellana en una breve rima:

¡Oh, divino chocolate!

Que arrodillado te muelen,

manos plegadas te baten

y ojos al cielo te beben.

La popularidad de la bebida era tal entre las mujeres de los nobles que, no contentándose con tomar el chocolate varias veces al día, solicitaron llevarlo a la iglesia. Este capricho disgustó a los obispos, lo que provocó que en 1681 se publicase una circular del nuncio apostólico prohibiendo el consumo de chocolate en las iglesias durante los largos sermones. Las chocolatadas, celebradas al finalizar los oficios religiosos, se hicieron muy populares.
En 1690 y con motivo de la visita del obispo Fernández de Santa Cruz y Sahagún al Convento de Santa Rosa de Puebla, la encargada de elaborar las viandas del banquete, Sor Andrea, introdujo por error en el metate unas almendras de cacao al preparar la salsa del pavo (guajolote); a pesar de todo, sirvió el plato. La sorpresa de los invitados por los sabores de esta nueva preparación dio lugar al mole poblano.

## La Edad de Oro del chocolate

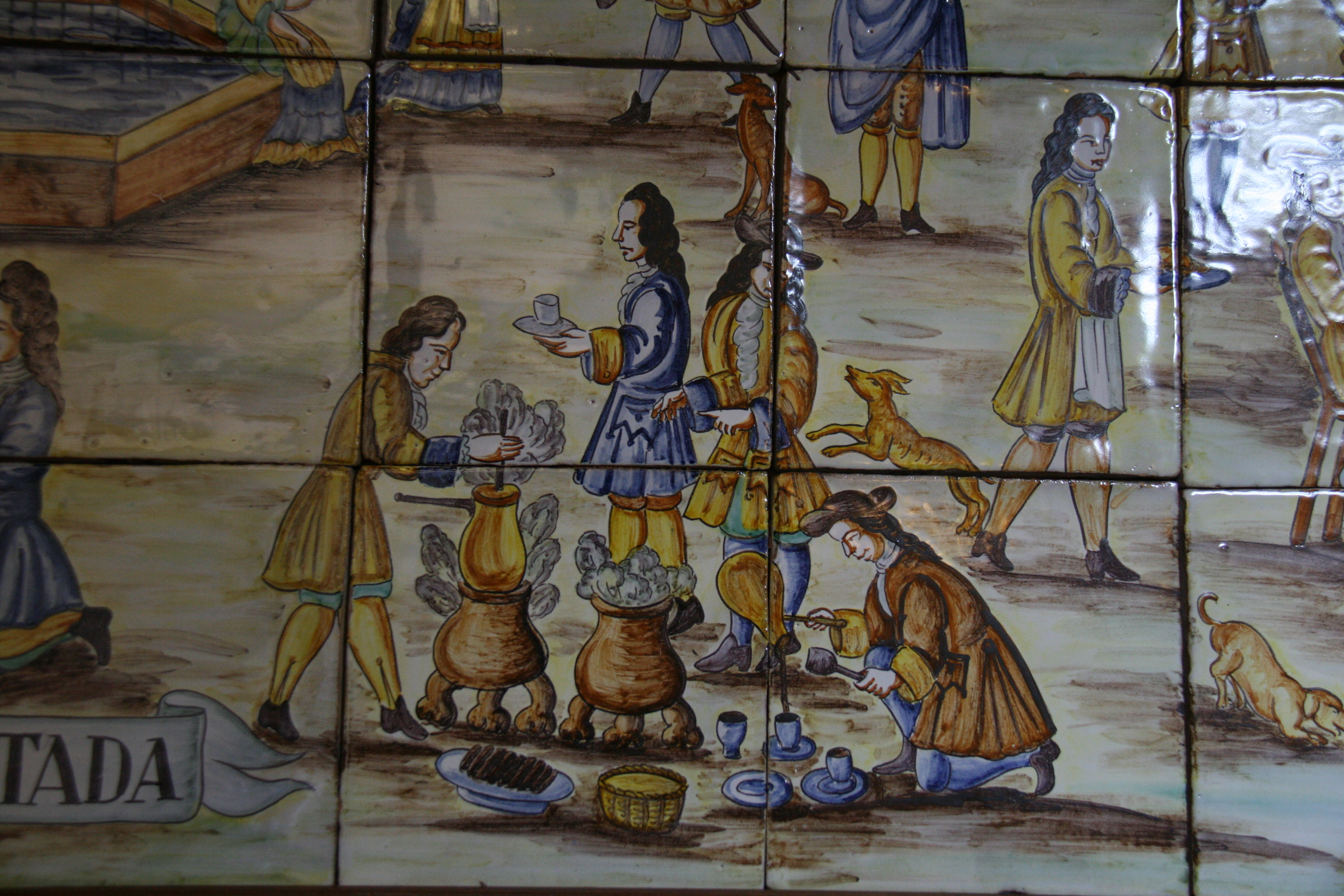
Escena habitual en el de preparación del chocolate (Xocolatada)

Ya en los albores del siglo XVII el chocolate servido para beber comenzaba a ser popular en España, y fue aceptado primero por las clases altas. Poco a poco va expandiéndose en dos direcciones: el geográfico y el social. Otros alimentos procedentes de América no tuvieron tanta aceptación en la sociedad española de la época como la tuvo el cacao. El resto de alimentos fue relegado a situaciones de estudio botánico, o incorporados excepcionalmente y con reticencias generales en algunas preparaciones culinarias novedosas. Sin embargo, el chocolate formaba parte en el siglo XVII del catálogo de rituales palaciegos ofrecidos a las visitas, una de ellas era el «agasajo». Este ritual consistía en que las damas de la Corte ofrecían a sus visitas femeninas una dosis de cacao junto con diversos dulces (bizcochos, panes azucarados y bollos de leche) y un búcaro de nieve. El chocolate se servía a las visitantes entre almohadones, tapices y al calor de braseros. La costumbre social de beber chocolate en comunidad, la denominada chocolatada, surge en los primeros siglos de aparición en España.
Es durante este siglo cuando se comienza a difundir el cacao por dos motivos: las infantas españolas que se casan con sendos reyes franceses y los jesuitas que divulgan las recetas de chocolate en diversos países, como Italia. La exportación de cacao desde las Américas a mediados del siglo XVI, no paró de crecer debido al incremento de la demanda desde Europa. Las partidas se introducían en los puertos españoles y desde ahí se dirigían a otros puertos marítimos europeos.

### Aceptación en la Corte española

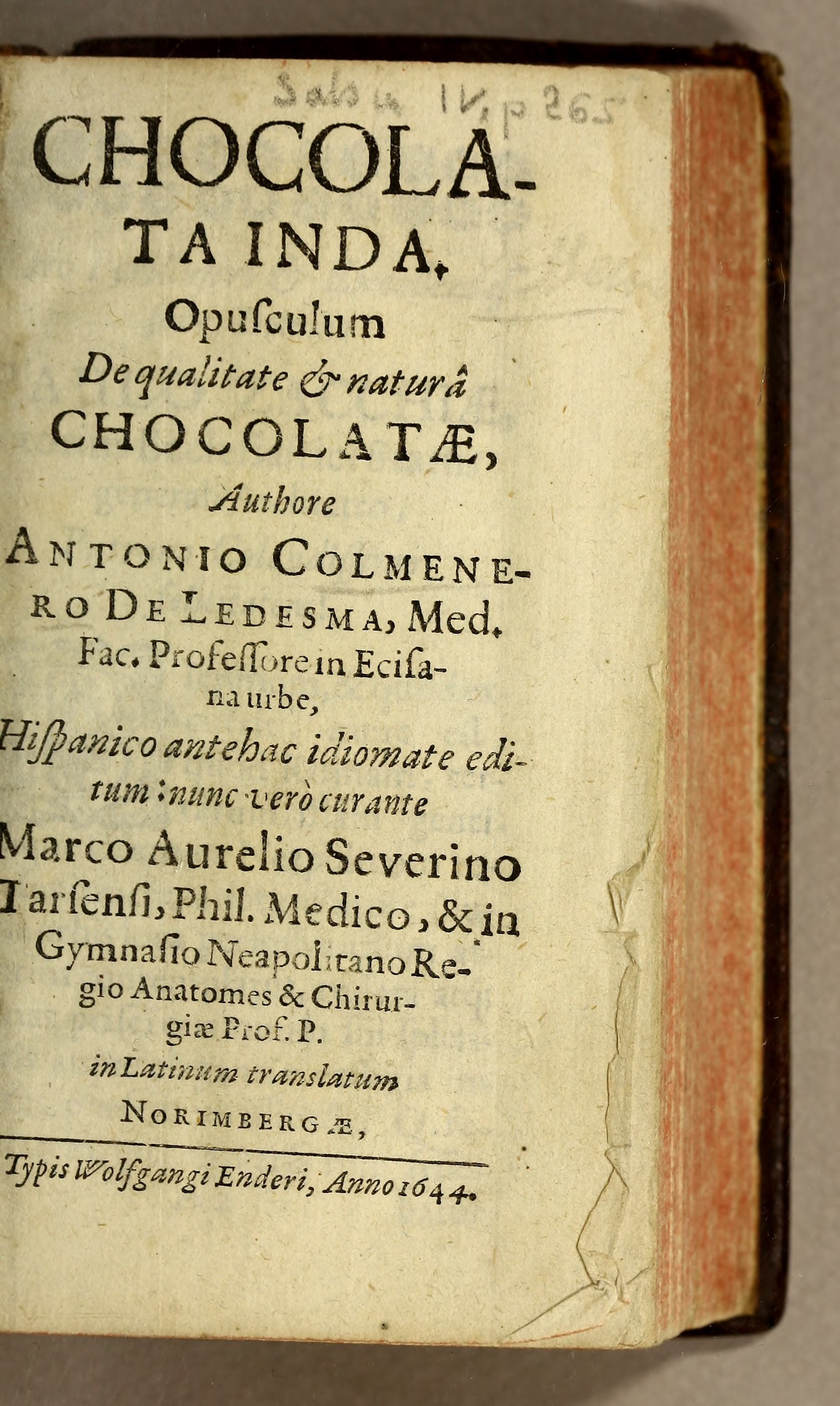
Portada de Chocolata Inda: Opusculum de qualitate et natura Chocolatae (Núremberg, 1644), de Colmenero de Ledesma.

La difusión de nuevos alimentos parece dispersarse con frecuencia desde las clases más altas, y poco a poco, por imitación, va descendiendo a las clases inferiores, hasta que es finalmente aceptado. Inicialmente, los austeros regentes de la Casa de los Austrias no eran aficionados al chocolate. Hernán Cortés menciona el chocolate a Carlos I en sus misivas desde América (en las denominadas Cartas de relación) y tras ello, consigue que el emperador lo pruebe por primera vez en la ciudad de Toledo. A comienzos del siglo XVII, el chocolate bebido ya estaba plenamente aceptado en la Corte, y su ingesta resultaba habitual en las recepciones reales matutinas. Pronto, el chocolate se sirve de forma similar en todas las casas españolas de las grandes ciudades, ya en el siglo XVII. El viajero inglés Ellis Veryard, que viaja por España en 1701, publica en sus Choice Remarks la buena reputación que hay del chocolate en España, y describe cómo se elabora el chocolate, moliendo esforzadamente el cacao en molinos de piedra portátiles y mezclándolo con canela, vainilla (vainillas) y una pequeña cantidad de achiote. Otra de las primeras recetas españolas de chocolate se puede encontrar en Antonio Colmenero de Ledesma, que en 1644 ofrece la receta que puede considerarse estándar en España y Europa a finales del siglo XVI. El trabajo de Colmenero es traducido al inglés por él mismo y se difunde a lo largo de Europa. Los médicos españoles seguidores de la teoría de los cuatro humores (entre ellos Colmenero) establecen que el chocolate es de temperamento «frío y seco» y produce melancolía. Uno de los ingredientes empleados en la receta de Colmenero es el mecasuchiles (mecaxochitl), indicando que a falta de este ingrediente puede usarse rosa de Alejandría.
Desde el siglo XVII hasta el XX, el cacao se ofrece en España básicamente como bebida caliente. Ni siquiera aparece en las obras de culinaria repostera española del siglo XVII, como lo son Arte de cozina, pastelería, vizcocheria y conserveria de Francisco Martínez Motiño de 1620; ni posteriormente en las del siglo XVIII, como el Nuevo arte de cocina del cocinero Juan de Altamiras. De esta forma, el chocolate no entra en la repostería española como ingrediente hasta comienzos del siglo XX. Las horas de servir el chocolate entre la aristocracia de la época ya eran las del desayuno (por la mañana) y de la merienda (a media tarde).

### Difusión desde España al resto de Europa

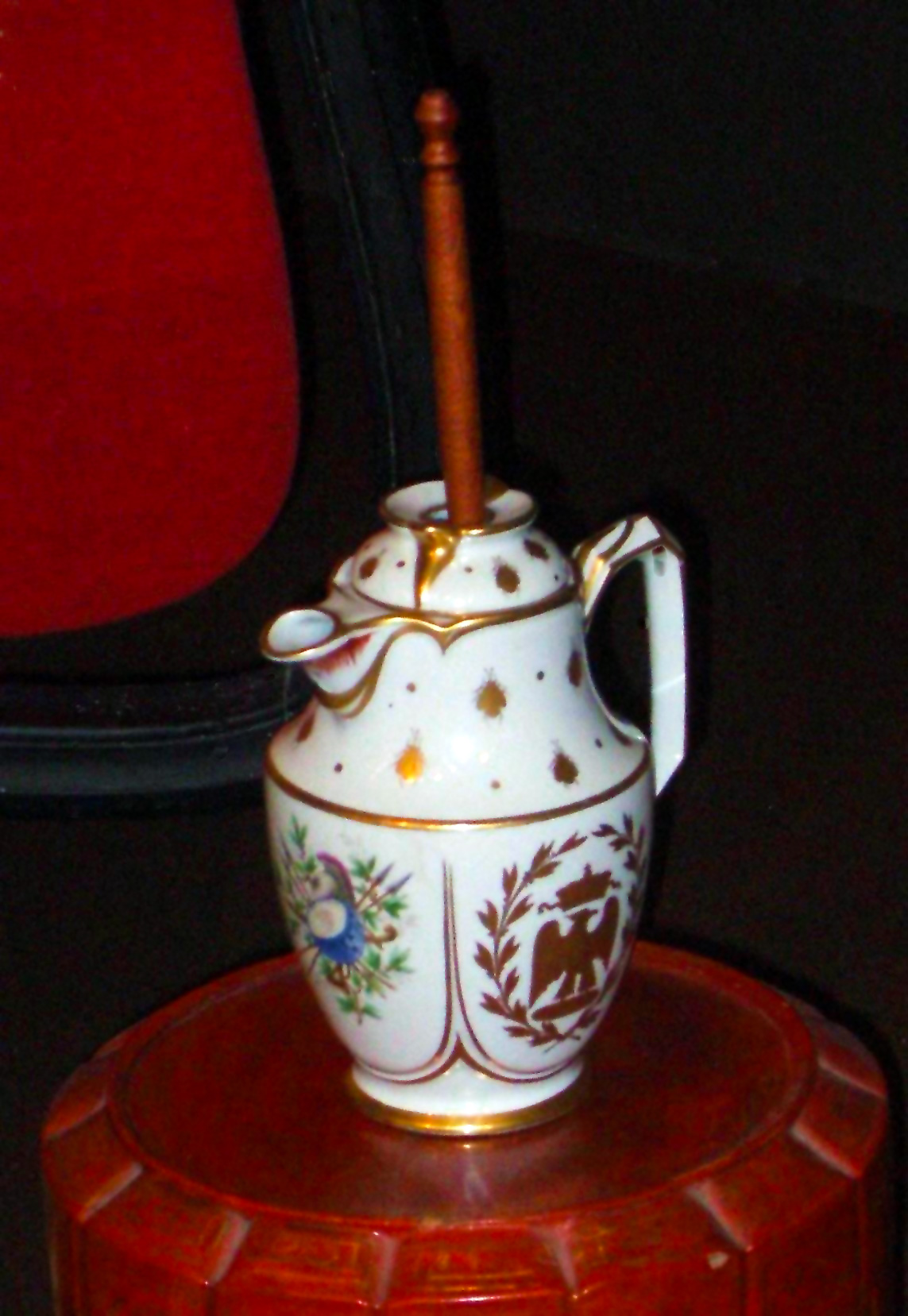
«Pocillo» de chocolate con su «molinillo» (palo de madera). Forma habitual de tomar chocolate en España durante el.

La forma en que la mercancía era traída a los puertos españoles hace ver que durante el siglo XVII era una de las más preciadas especies traídas de ultramar. En 1691 se intentó hacer estanco de su distribución y pronto se encontró con la oposición de la mayoría de los comerciantes andaluces. El chocolate entra en Francia de mano de los jesuitas y por la actividad propagandística de las reinas de origen español: Ana de Austria (hija de Felipe III de España y esposa de Luis XIII de Francia) y María Teresa de Austria (hija de Felipe IV de España), quien se trasladó en 1660 a Francia con todas sus doncellas, para casarse con Luis XIV de Francia (el Rey Sol). Gracias a ello, en pleno siglo XVII, el chocolate se empezó a poner de moda en París. Ya en el siglo XVIII, Voltaire cita esta bebida en sus obras.
El chocolate era servido en las grandes salas de la nobleza mediante el maestresala en finas mancerinas de plata o porcelana china: bandejas donde se sujetaba la jícara, una taza de porcelana que era el recipiente típico para la bebida de cacao. Ya era costumbre remojar en las jícaras algunos panes dulces. El empleo de mancerinas se debió a Pedro de Toledo y Leiva, primer marqués de Mancera, inventor de la bandeja. El recipiente y la bandeja se hicieron muy famosos entre las nobles casas españolas; por ejemplo, Teresa de Reter y Paz, condesa de San Jorge, tenía en 1695 para uso en la sala de recepción (estrado) cerca de doce «salvillas chocolateras» y dieciséis mancerinas de plata labrada. Los diversos recipientes para servir el chocolate como eran los denominados «cocos» y los barros bruñidos procedentes de Tonalá y de Chile eran enviados a los orfebres con el objeto de aumentar su costo y belleza. Las descripciones literarias y costumbristas en las que se muestra la costumbre española de remojar bizcochos y dulces en las jícaras se repiten, tanto de Nueva España como de la España peninsular.
El repostero español Juan de la Mata escribe en 1747 uno de los primeros tratados sobre la repostería española, titulado Arte de repostería: en que se contiene todo género de hacer dulces secos, y dedica un capítulo acerca de cómo se elabora el chocolate en España:

[…] es una pasta sólida, compuesta de cacao (cuya variedad de especies es muy notoria, entre las cuales goza la más superior preeminencia el de Caracas), de azúcar y canela.

De la Mata añade agua de azahar y vainilla. El uso de aditamentos aromáticos era una constante en el chocolate español hasta el siglo XIX (que Ángel Muro denominara «chocolates coquetones»). Con la llegada al trono español de la Casa de los Borbones, los reyes se sintieron muy atraídos por esta nueva bebida, siendo el desayuno preferido de Felipe V y Carlos III. De esta forma, el chocolate era en 1730 uno de los más preciados regalos que podía hacer la realeza. Era servido de la misma forma en las posesiones ultramarinas españolas, generalmente incluyendo canela entre su composición. Carlos III y la Corte solían enviar chocolate como regalo a diferentes casas de Europa, así como al papa. El chocolate que se servía en esta época en España era de calidad homogénea e independiente de la clase social que lo tomara; lo que diferenciaba las clases sociales era la jícara sobre la que era servida: el clero, en jícaras de plata o de «porcelana de mérito», las familias distinguidas en otras jícaras decoradas especialmente, el pueblo llano en simples jícaras de barro. La condesa de Aulnoy describió en sus obras literarias las costumbres aristocráticas españolas de servir el chocolate.

### ElsigloXVIII: la industrialización del chocolate

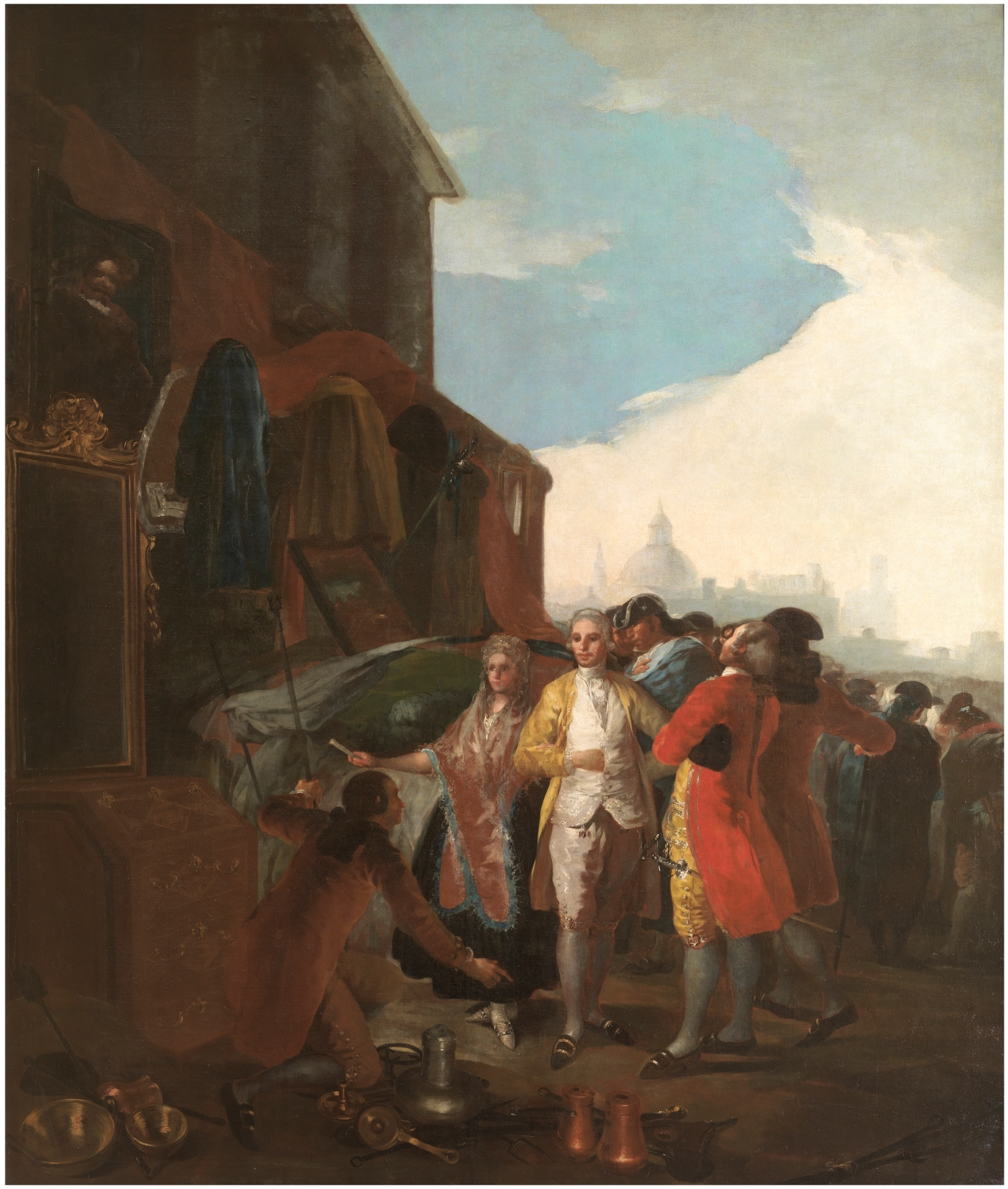
En este cuadro de Francisco de Goya pueden verse dispersos diversos pocillos, copas y frutas.

El cacao que entra en la península ibérica durante los siglos XVII y XVIII proviene de la provincia española de Venezuela. Inicialmente, el mercado en estas zonas era holandés, y éstos imponían los precios de comercialización del cacao de forma arbitraria. Es por esta razón que España, a propuesta de Francisco Xavier Munibe Idiáquez, constituye el 25 de septiembre de 1728, en virtud de una Real cédula expedida por el rey Felipe V, la Real Compañía Guipuzcoana de Caracas permitiendo un esquema de intercambio comercial recíproco y exclusivo entre San Sebastián y la Capitanía General de Venezuela. Esta organización de empresarios vascos se convirtió en uno de los más importantes mercados de exportación del cacao a Europa. Las tiendas de ultramarinos españolas pronto se vieron abastecidas de cacao y otros productos gracias a la flota de cuarenta y ocho galeras (cada una de ellas con un nombre elegido del santoral) de la Real Compañía Guipuzcoana de Caracas. De este modo, durante el siglo XVIII, existía en las calles de Madrid una gran diversidad de puestos de venta de chocolate en jícaras. Durante el periodo de Carlos III, la Corte de Madrid llegó a consumir cerca de doce millones de libras de chocolate al año.
A medida que la fórmula del chocolate se divulgaba por toda Europa, las técnicas de elaboración inicialmente ideadas por reposteros españoles recibieron el impacto de las nuevas posibilidades técnicas ofrecidas por la potente maquinaria de la Revolución Industrial. Dichas máquinas irían sustituyendo poco a poco los procesos manuales y los aparatos a tracción por animales. Así, en el último cuarto del siglo XVIII, el francés Pelletier fundó por primera vez una fábrica de chocolate que empleaba máquinas de vapor en el proceso de elaboración. En 1828, en los Países Bajos, se investigó intensamente la composición del cacao hasta hacer posible extraer de la pasta las materias grasas del cacao, de forma controlada. Estas mejoras aumentaban la calidad del chocolate sustancialmente y facilitaban el control de texturas. Todos estos avances tecnológicos fueron la semilla de las grandes casas chocolateras europeas: Kholer, Tobler, Suchard, Lindt y Nestlé.
En España, algunos viajeros testifican que, ya en la década de 1780, en Barcelona se estaba sofisticando el proceso de molienda, a cargo de una caballería que desplazaba cinco rodillos de acero. La progresiva mecanización dio al traste poco a poco con el oficio de «molendero», que portaba de pueblo en pueblo su metate y se instalaba en aquellos lugares donde se requería su habilidad de molienda de cacao. Las familias españolas del siglo XVIII, en un esfuerzo por mantener la idea tradicional, preferían el cacao molido en sus propias casas y el «metatero» (con su «chocolate a la piedra») era todavía habitual en España, por lo que la industria chocolatera española tardó en consolidarse. La primera fábrica de chocolate en España data del año 1777, su fundador se consideró «Fabricante de la Madama Delfina y de los Señores de la Corte» y puso las instalaciones en las cercanías de Barcelona. Las innovaciones en la técnica chocolatera irían abandonando, poco a poco, las técnicas del metate, que desaparecería definitivamente doscientos años más tarde.

## ElsigloXIXy el Romanticismo

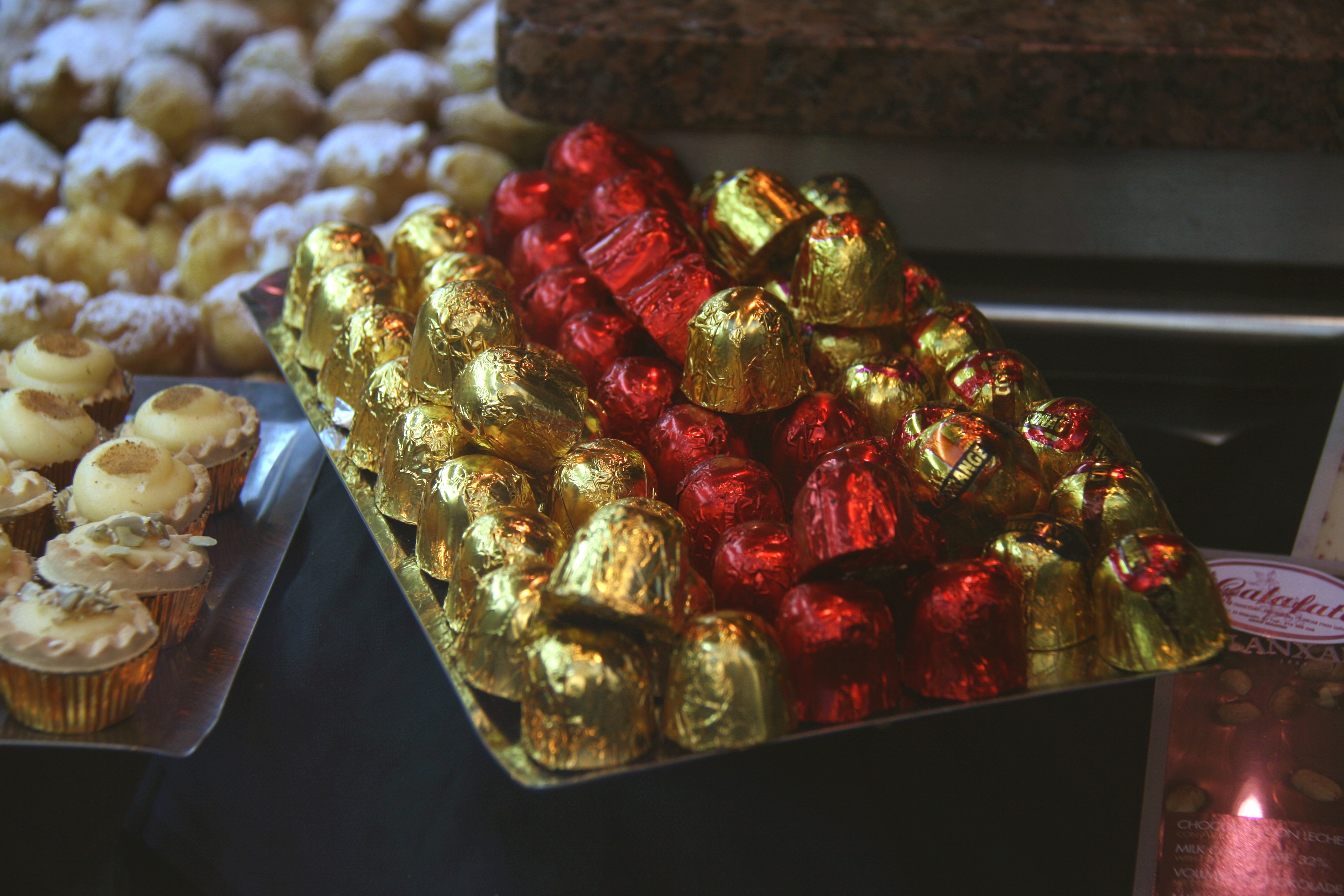
Bombones, una forma exportada del Norte de Europa.

Los avances técnicos en la producción del chocolate descubiertos en el Norte de Europa, en concreto de prensa de cacao por el holandés Coenraad Johannes van Houten en 1828, hacen que se reproduzcan nuevas formas de presentar el cacao en estado sólido, como son las tabletas y los bombones. Es habitual entre los historiadores culinarios atribuir la invención del chocolate sólido a la tecnología europea del siglo XIX, aunque ya en el XVII lo elaboraban en el virreinato de Nueva España los misioneros españoles. Pero lo que sí es cierto es que hasta las mejoras técnicas del siglo XIX no se extendió la posibilidad de esa nueva presentación del producto. En 1844, la chocolatería Brazo Fuerte de La Habana se anunciaba con el reclamo de que su chocolate se elaboraba sin intervención humana, gracias a máquinas procedentes de la España peninsular. En Astorga, ya en 1885, existían numerosos ingenieros que inventaban maquinarias para mejorar los procesos de elaboración, uno de los más conocidos era Ángel García (apodado el Mecánico), que realizaba norias, batidoras, refinadoras y molinos. La industria chocolatera europea consigue, ya en 1870, fabricar el chocolate con leche en polvo, y aparecen las primeras tabletas de chocolate. La aplicación de novedosos aparatos y procesos como el concheado permitiría pronto fabricar las actuales pastillas de chocolate. Con las chocolatinas se comprobará una fuerte demanda de moldes imaginativos que capten la imaginación de los consumidores infantiles.
Las novedades científicas y la inclusión de nueva maquinaria en la elaboración del chocolate fue la causa que abarató y diseminó aún más el consumo de chocolate en España. Este consumo tuvo su periodo de mayor esplendor en el siglo XIX. La producción española comenzaba a estar en manos de pequeñas empresas familiares emergentes que ofrecían sus productos tan solo a la demanda interior. El resto de empresas europeas se adaptaron y sus ventas fueron acaparando progresivamente los mercados internacionales.
Entre las primeras fábricas instaladas en España se encuentran los industriales y hermanos Nicolás y Fortunato Luca de Tena y Reina, que en 1860 iniciaron su elaboración en la ruta Sevilla a Alcalá de Guadaíra (zona industrial Torre Blanca). Estos hermanos perfeccionaron las técnicas del tostado del cacao. La marca que salía de su fábrica era «Reverendos Padres Benedictinos», que debido a una estrategia empresarial pasaron a producir exclusivamente para el restaurante Lhardy.
El público del siglo XIX tenía preferencia por el chocolate molido a mano («chocolate de brazo»), e incluso se prefería que la mezcla no fuera homogénea, ya que se aseguraba que de esta forma poseía mejor sabor. Las tareas de molido manual son un trabajo muy arduo, y la condesa Emilia Pardo Bazán atribuía el gusto diferenciado entre ambos métodos al sudor de los molineros. Estos molineros realizaban el trabajo de rodillas, moviendo con el cuerpo inclinado una muela sobre una piedra curva. Esta técnica, denominada «metate», se empleaba en otras partes de las colonias. Del gusto por el chocolate en las situaciones cotidianas da buenas referencias el escritor Benito Pérez Galdós en muchas de sus novelas.
En La Habana se anunciaba por primera vez la elaboración de «chocolate con maní» (cacahuete), tradición que se trasladó a la España peninsular y que se reprodujo posteriormente con almendras. La introducción del cacahuete en el chocolate hizo que la vida del chocolate disminuyera debido a la tendencia a enranciarse del maní, algo que reduce la vida de almacenamiento del chocolate. De entre las variedades servidas a los consumidores, el chocolate de Soconusco era siempre el más valorado, seguido del de vainilla y después, el de canela. El chocolate se hacía mezclando la pasta molida a mano con agua (en raras ocasiones leche, costumbre restringida a las clases altas) mientras se hervía, al ser batido vigorosamente con una espátula de madera.
Se comunican recetas procedentes de los sectores del clero. Una de las más famosas la divulga Ángel Muro en 1884, procedente de unas monjas de Zamora. En ella, se cocía el chocolate en una olla de barro la noche de la víspera y se dejaba reposar. Al día siguiente se ponía la olla al baño María. Esta fórmula reconcentraba el chocolate y le daba una mayor suavidad.
A mediados del siglo XIX, las casas de alta alcurnia empiezan a ofrecer una bebida de origen asiático, el té. El chocolate empieza a ir cediendo fama entre las clases altas, y los tratados de urbanidad ya muestran ejemplos con ambas bebidas.
En 1875, el farmacéutico suizo Henri Nestlé creó la leche condensada y las harinas lacteadas, en colaboración con Daniel Peter. Estos inventos hicieron que la producción de chocolate sólido diese fama a Suiza: la mezcla de cacao, azúcar y leche era la fórmula secreta a finales del siglo XIX. En ese momento, las fábricas instaladas en España eran de distinta capacidad productiva, aunque de media solían elaborar entre 125 y 250 kilogramos de chocolate al día, y el cacao empleado solía proceder de Fernando Poo.

### Establecimientos especializados: las chocolaterías

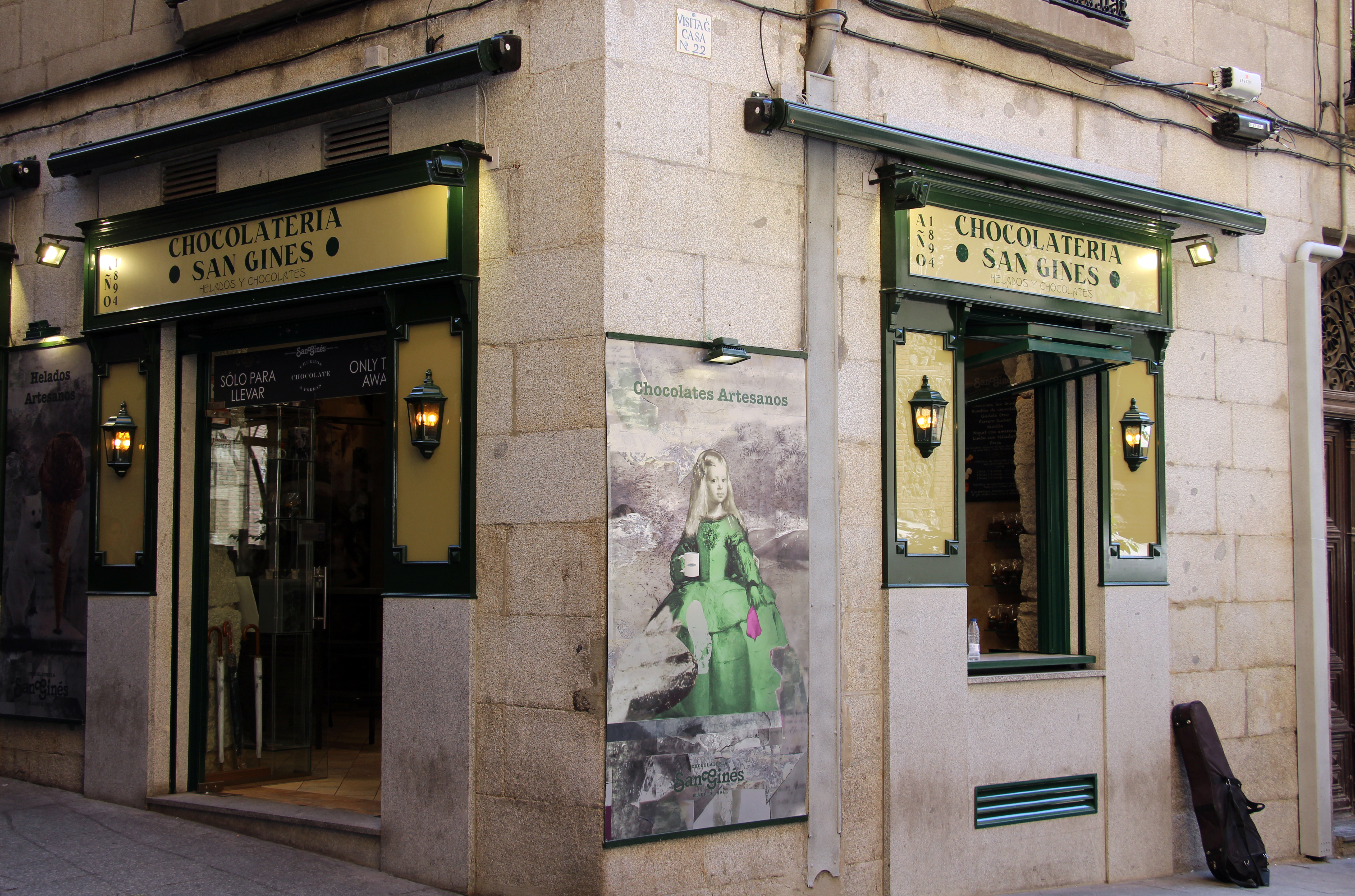
Chocolatería San Ginés, en Madrid, cuya fundación data del año 1894.

El chocolate alcanza en esta fecha a la clase burguesa y esta situación hace que proliferen diversos establecimientos de reunión social, como los cafés de tertulia o las chocolaterías. Esta costumbre española que nace a finales del siglo XVIII y que florecería a mediados del XIX, facilitó el consumo de chocolate a la taza. En cada lugar de España se optó por un elemento culinario característico del lugar, como acompañante idóneo del chocolate. De esta forma, se tienen los churros en Madrid, los buñuelos y porras en Valencia, los bizcochos de soletilla y los sequillos en Barcelona y los picatostes y bolados en la cornisa cantábrica. Cada chocolatería ofrecía de esta manera su especialidad, que se servía junto con el chocolate.
La primera referencia escrita en España acerca de la profesión de «churrero» data del año 1621, cuando durante el periodo inicial del reinado de Felipe IV, un súbdito conocido como Pedro Velasco, del gremio de los alojeros, solicita un aumento de precios en los productos que fabrica. Cabe la posibilidad de que el oficio existiera incluso antes.
Entre las referencias literarias de la época acerca del chocolate se tiene la jocosa explicación de Ramón María del Valle-Inclán, aficionado a los cafés de tertulia, de por qué el chocolate, aun siendo una bebida que tanto agradaba al clero español, no había sido inventada en un convento:

¡Cacao! Afrodita jardín del puma y chocolate de Moctezuma.

El chocolate —parece cuento—

no lo inventaron en un convento.

Unos achacan a los Aztecas,

disputan si Chuchumecas.

Hay sus dos credos con sus dos papas,

¡Si fue en Tabasco! ¡Si fue en Chiapas!

Cacao en lengua del Anahuac,

es ‘pan de dioses’, o Cacahuac.

Y el hombre sabio sigue la broma,

cacao en lengua griega: Theobroma.

Ramón María del Valle-Inclán

El chocolate surge como bebida de culto en los populares cafés de tertulia, que empezaban a florecer en las ciudades españolas a partir de las antiguas posadas. Las tertulias literarias, políticas y de opinión, que pronto se establecerían en estos espacios públicos, tenían en la mayoría de los casos olor y aromas a cacao. El 27 de septiembre de 1821 comienza la independencia de México y esto, además de suponer el fin del Virreinato de Nueva España, afecta a las exportaciones de cacao a la España peninsular.
Los primeros establecimientos especializados en servir el chocolate fueron las chocolaterías, que comenzaron a hacer acto de presencia en las grandes ciudades. En Madrid, una de las primeras chocolaterías fue Doña Mariquita, situada en la calle de Alcalá (conocida también como El sotanillo), lugar donde eran famosos los «chocolates con mojicones». En Barcelona se encuentra la tradicional Casa Cucharillas, inaugurada en 1786, que fue una de las primeras chocolaterías de la Ciudad Condal. El nombre le viene por ser de las primeras en emplear cucharillas al servir el chocolate, una novedad, debido a que hasta entonces se empleaban cucharas de madera. Una de las primeras chocolaterías en España es Can Joan de S'Aigo en Palma de Mallorca, la cual data de 1700 y está ubicada junto a la Iglesia de Santa Eulalia.

### Los viajeros extranjeros

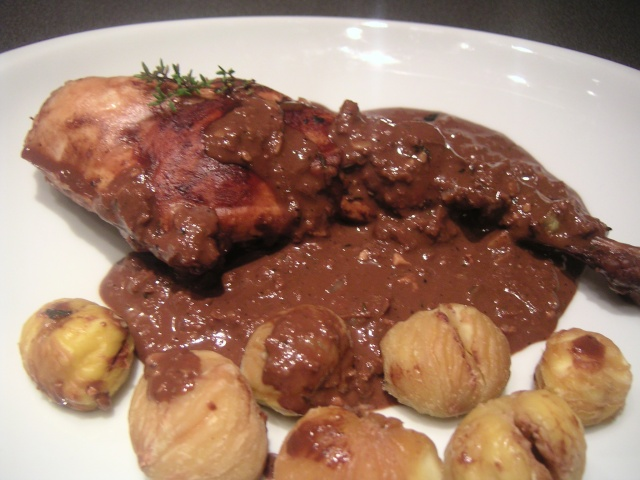
Algunos platos españoles contienen chocolate entre sus ingredientes, como es el caso del conill a la xocolata (en catalán ‘conejo al chocolate’).

Los viajeros extranjeros que visitaron la península ibérica fueron recopilando ideas de las costumbres culinarias de los españoles y, entre ellas, hay descripciones acerca de la popularidad del chocolate. Entre estos extranjeros, uno de los primeros fue el diplomático francés Juan Francisco Peyron, que en su viaje por España en 1772-1773 destaca el uso social del chocolate durante las meriendas. Estos viajeros aluden a su presencia en los servicios estándares de la mayoría de fondas, posadas y figones. Ya por estos años era muy popular en Madrid, donde no había pastelería ni calle en la que no hubiese puesto callejero en el que se labrara y se vendiera chocolate.
La determinación del consumo en el siglo XIX por parte de la población española es bastante difícil de realizar. A pesar de ello, en los comienzos de ese siglo recorrieron España numerosos escritores extranjeros y cada uno de ellos encontró el chocolate como bebida habitual. Uno de los primeros, Joseph Townsend, menciona cómo en las ventas le ofrecían chocolate para desayunar. Townsend comenta:

Una ventaja de las posadas de España, en compensación de sus numerosas dificultades, es que por muy malas que sean, siempre está uno seguro de hallar en ella un buen chocolate.

Fue durante el siglo XIX cuando el chocolate bebido caliente alcanzó la condición de símbolo nacional, marcado con trazos identitarios. Ángel Muro, gastrónomo español de finales de ese siglo, consideraba al chocolate bebido como uno de los símbolos de España junto con los toros. De la habilidad para hacerlo y de la disponibilidad del chocolate en las ventas españolas también da cuenta Mrs. Wm. Pitt Byrne.
A finales del siglo XX se empieza a emplear el chocolate como ingrediente en diferentes recetas culinarias, debido a los intensos contactos con las otras cocinas de ultramar, como la cocina mexicana. Algunas de las cocinas españolas incorporaron el chocolate en sus ingredientes, y fue la catalana una de las que con mayor aceptación dio cabida a los productos del cacao entre sus ingredientes. Aparece en recetas españolas de preparación de perdices (en la cocina navarra). Algunas recetas empezaban a incluir el chocolate como ingrediente, como el «rebozuelo bañado en chocolate», la «langosta y pollo a la catalana», las «perdices estofadas al chocolate», el «conejo al chocolate», el «magret de pato al chocolate», el «mero al chocolate» o la «lamprea con chocolate», entre otras. En la cocina americana se empleaba el cacao en la elaboración del guajolote (pavo de indias), en una preparación culinaria denominada mole. La introducción del pollo por parte de los conquistadores en Mesoamérica hizo que la mezcla de pollo y chocolate fuese un sustituto habitual que, poco a poco, se extendió a otras cocinas, como la cubana.

### Pasión eclesiástica por el chocolate

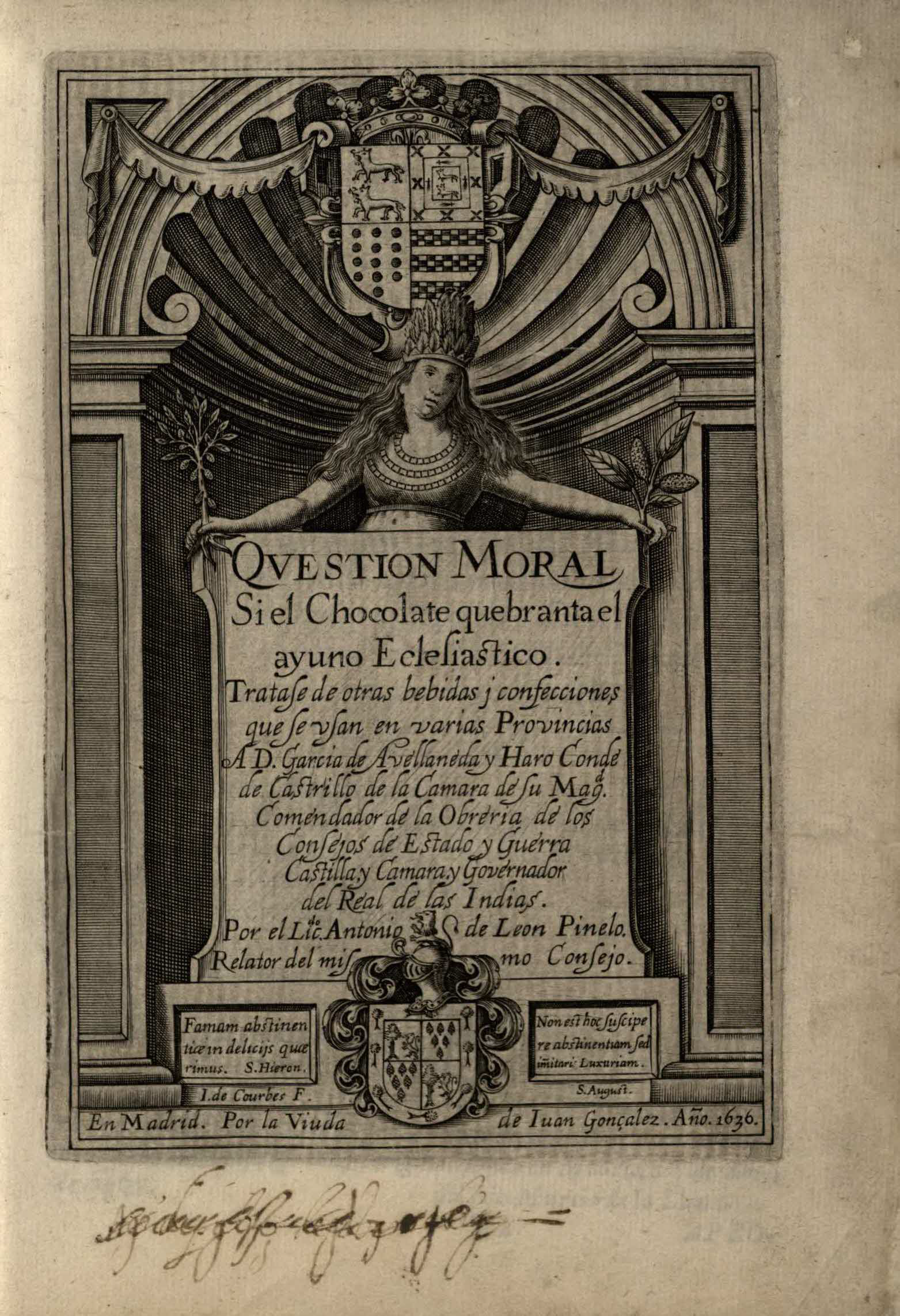
Portada de Cuestión moral: si el chocolate quebranta el ayuno eclesiástico, Madrid, 1636.

La pasión eclesiástica española por el cacao ya se muestra desde los primeros albores del siglo XVI a ambos lados del Atlántico. Las primeras fórmulas de elaboración fueron llevadas a la península ibérica ya desde sus orígenes. La fama de los mejores chocolates se la llevó la orden cisterciense, que tras la reforma de la Trapa, elaboró la que sería la primera fábrica de chocolate en estancias del Monasterio de Poblet, en la actualidad, denominada «la chocolatería». Fue costumbre de los eclesiásticos regalar chocolate a sus benefactores y de ello da cuenta en sus Avisos en 1892 Jerónimo de Barrionuevo.
Esta afición se mantiene hasta el siglo XIX, momento en que la literatura costumbrista se encarga de ofrecer la imagen de eclesiásticos tomando meriendas de chocolate en su jícara. Esta idea se traslada similarmente a diferentes países de Europa. Solo rechazó su consumo la Compañía de Jesús, durante la época de Muzio Vitelleschi, por considerarlo un atentado a la pobreza y a la mortificación. Desde los comienzos, la costumbre eclesiástica era consumir chocolate durante el desayuno. Desde 1662, los eclesiásticos, por preferencia generalizada, se hacían servir el chocolate elaborado con agua caliente durante el desayuno, antes de la eucaristía.
El chocolate eclesiástico se tomaba con la ausencia de cualquier tipo de producto lácteo, con la intención de respetar el ayuno; es por esta razón que el cacao se mezclaba con agua caliente, y se procuraba servirlo justo después de la celebración de la misa. De este acto hay varias evidencias literarias a lo largo del siglo XIX. De todas formas, ya en el siglo XVII había un debate entre casuistas, teólogos y catedráticos acerca de si el chocolate quebranta o no el ayuno cristiano. Esta discusión dividió a la sociedad cristiana entre los que renegaban del chocolate como ayuno, y aquellos que afirmaban que sí lo era, escribiéndose muchos tratados a favor y en contra. Los que afirmaban que era una violación del ayuno se fundamentaban en que todos los alimentos que poseían una «condición nutritiva» violaban el ayuno, lo que incluía al chocolate. Antonio de León Pinelo escribe en 1636 la obra Qvestion moral: si el Chocolate quebranta el ayuno Eclesiastico, que publica en Madrid, donde determina que el asunto debe centrarse en el estado «sólido o líquido» del chocolate. Si las pesquisas determinaran que el chocolate es un «alimento sólido» entonces se debe entender que viola el ayuno y no debería ser tomado durante los periodos de ayuno y abstinencia.
La cuestión del chocolate tuvo una fuerte polémica. El cardenal François Marie Brancaccio se declaró también partidario del chocolate en su sentencia de 1662, expresada con la frase latina Liquidum non frangit jejunum (en latín ‘El líquido no infringe el ayuno’). Es decir, la Iglesia católica admitía su consumo sin violación del ayuno, siempre que no se le añadiera leche o huevos. El papa Paulo V se hizo servir la bebida diciendo esa famosa frase, aunque algo mutada: Hoc non frangit jejunum (en latín ‘Esto no infringe el ayuno’). En el mismo sentido se pronunció el papa Gregorio XV.

## La modernidad

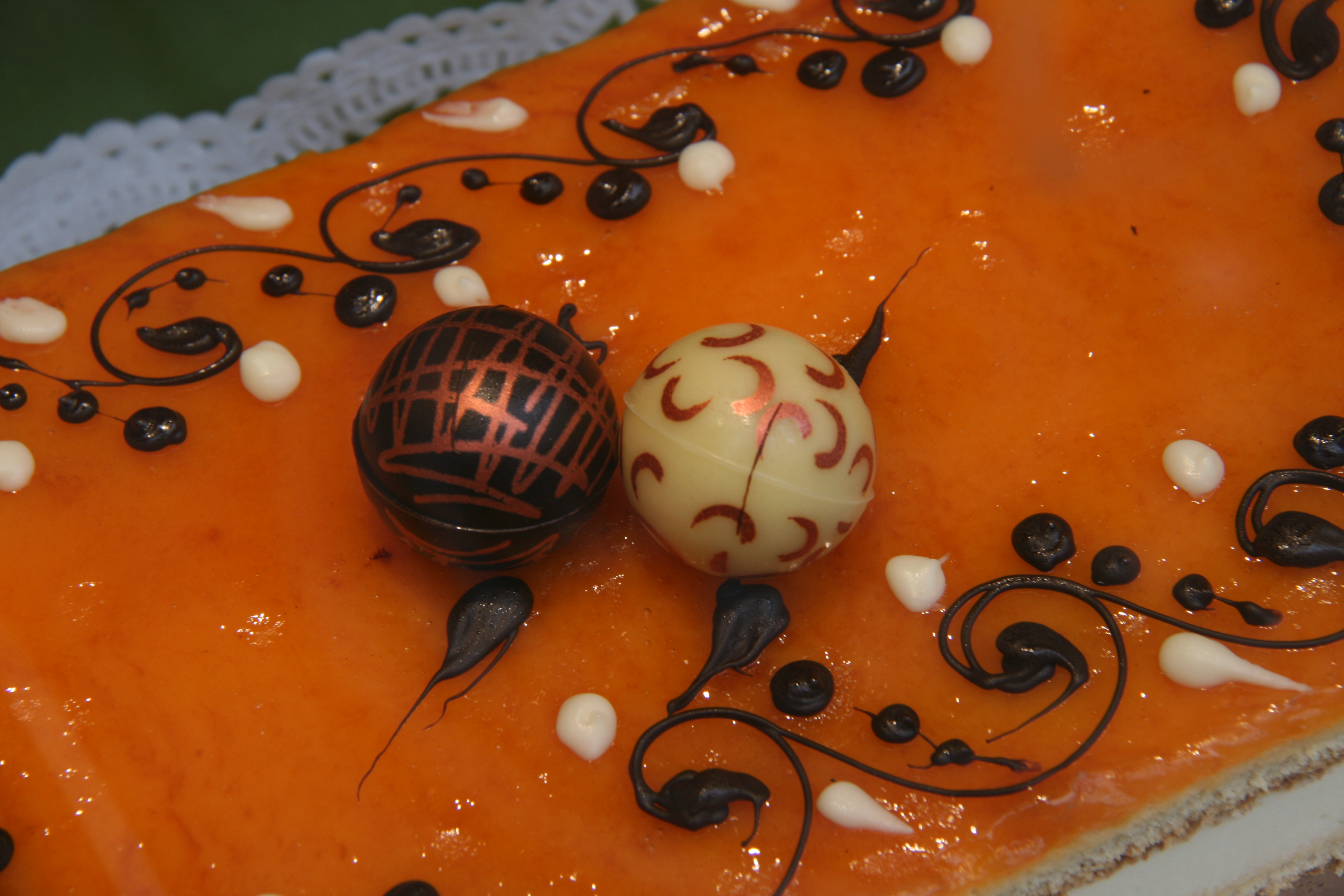
El chocolate se ha solidificado y ahora se emplea como decoración saborizante de pasteles.

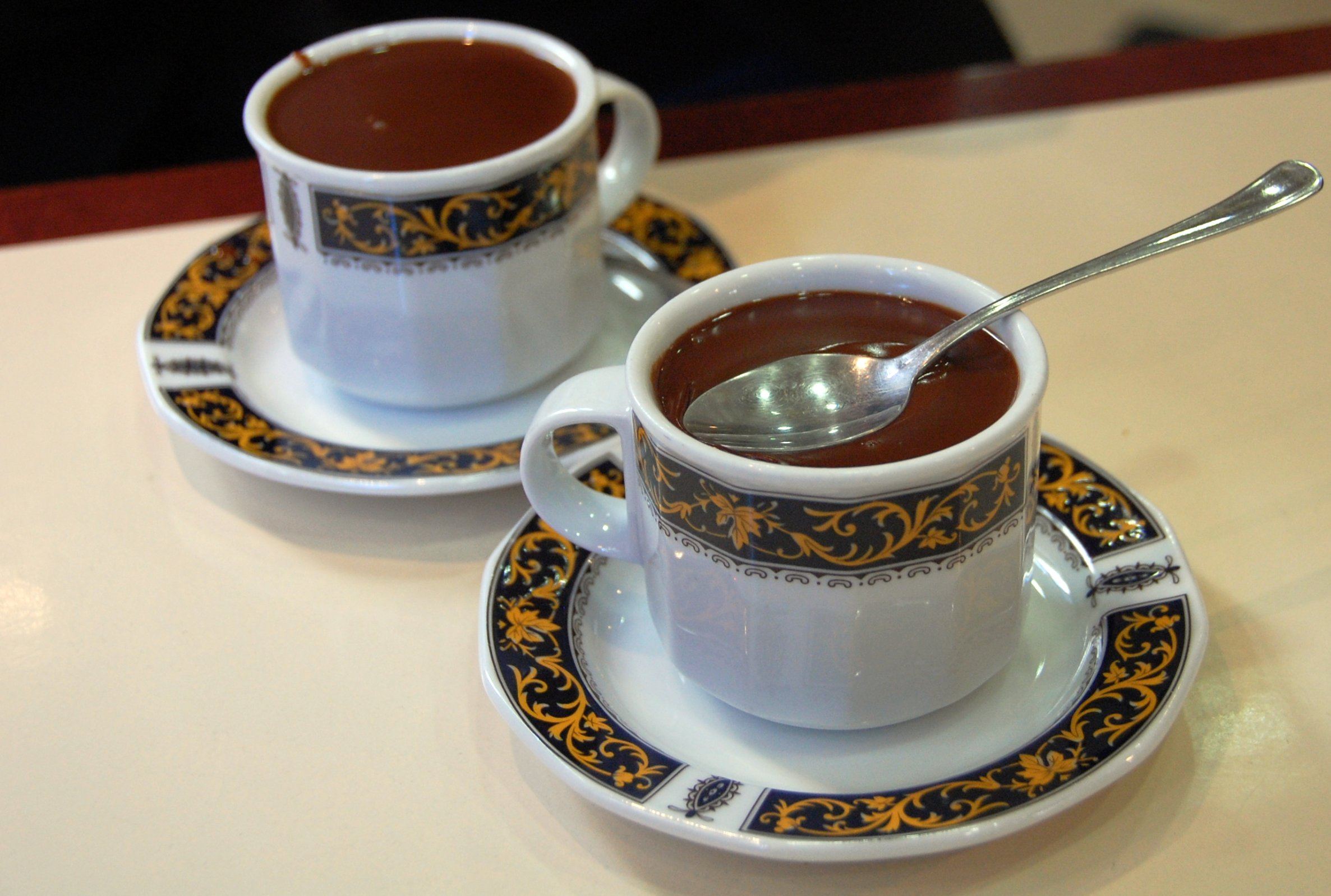
Tradicionalmente el chocolate en España se sirve con una considerable espesura, y en taza.

Surgen nuevas formas de chocolate, como el chocolate blanco y el cacao en polvo, que fue descubierto en 1930 debido al aumento de los conocimientos acerca de las cualidades de la manteca de cacao. Así, se descubren propiedades nutritivas y antioxidantes en el chocolate.
El chocolate se elabora, en esta época, por los modernos métodos mecánicos de molienda establecidos durante la Revolución Industrial del siglo anterior. Pero coexiste en España de forma tradicional: el molido a mano en molinos de piedra, es el denominado «chocolate a brazo». En Madrid, la importante fábrica chocolatera La Española anuncia como signo de calidad que sus chocolates se realizan «a brazo». Las empresas creadas poseían pocos trabajadores y fundamentalmente eran de carácter familiar.
Durante ese periodo de finales del siglo XIX, el chocolate bebido en España era más espeso que el servido en el extranjero, donde solía prepararse un chocolate más fluido. Es tradicional que los contenidos de fécula (harinas de trigo y espesantes naturales) estuvieran entre un diez y un 20 % de la proporción total de chocolate. Esta espesura tradicional del chocolate español hace que, a la entrada de España en la Comunidad Económica Europea, esta tenga que negociar la composición de aditivos para que fuera aceptada como un hecho diferencial. La forma espesa del chocolate se puede ver en refranes españoles como «las cuentas claras y el chocolate espeso», donde a la vista de algunos autores el chocolate que se hace en España resulta tan espeso como lo puede ser un puré.
El chocolate se servía durante esta época en diferentes establecimientos públicos, como en los cafés de tertulia. Poco a poco, la jícara se va abandonando dentro del ritual del chocolate, adoptándose la polivalente taza. Las jícaras se rompían con facilidad y eran caras de mantener, motivo por el que se impuso la taza en este siglo. En las grandes ciudades españolas surgen las chocolaterías, como establecimientos especializados en servir chocolate, el cual también era popular en velatorios y banquetes funerarios. En las casas particulares de la mesocracia era una costumbre privada a la hora de la merienda: en muchos casos, la sociabilidad de estas familias hacía que el chocolate fuese ofrecido como bebida de agasajo a las visitas. Estas meriendas se componían de chocolate caliente junto con un acompañamiento de diferentes pastas y golosinas, «ya que es costumbre española consistente en mojar todo lo sólido en la jícara».

### Comienzos delsigloXX

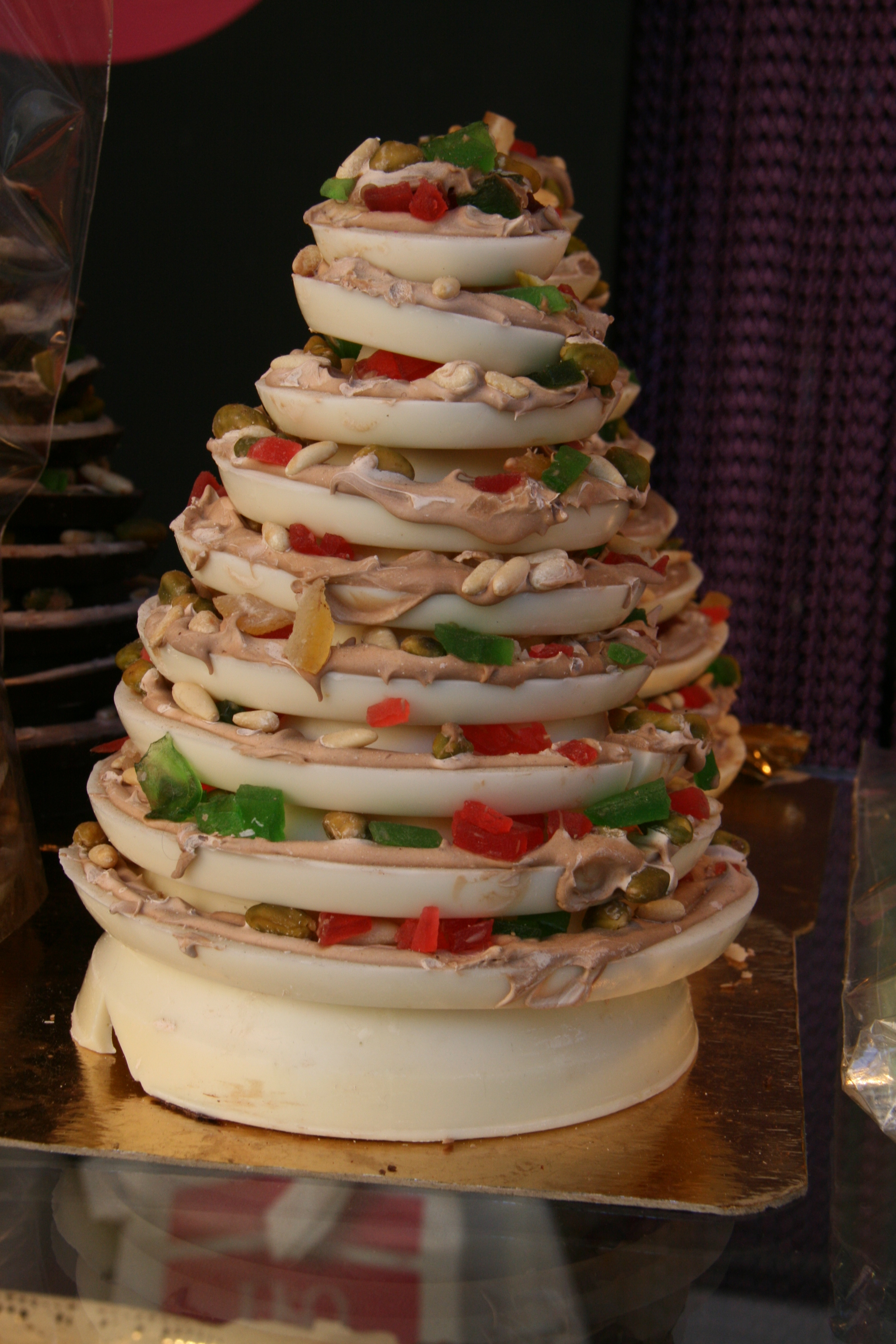
Torre de chocolate blanco, típica de una pastelería de Madrid.

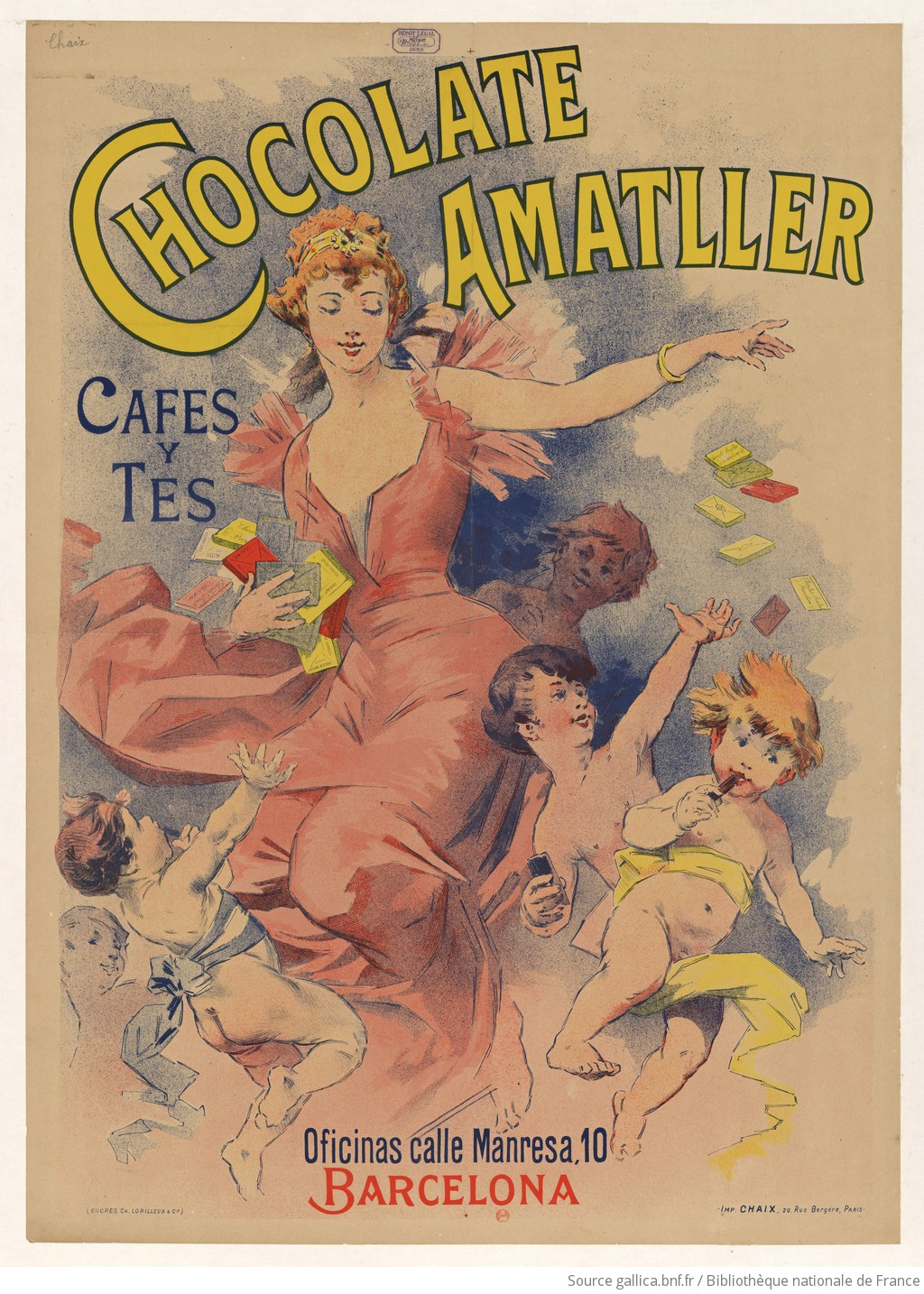
Cartel publicitario de Chocolates Amatller, de finales del.

Empiezan a surgir nuevas formas de chocolate, uno de los más populares es el de pastilla (o de «onza») que se presenta ante los consumidores sólido y crudo. Este tipo de chocolate era más difícil de elaborar por la industria chocolatera, aunque los avances tecnológicos recientes hicieron posible su fabricación en grandes cantidades, así como su mejor distribución. Es a comienzos del siglo XX cuando los chocolates de onza se propagaban por todas las tiendas de ultramarinos de España, y emergía el bocadillo de chocolate, típico de las meriendas. Otras invenciones para la juventud eran las «monedas de chocolate», los «cigarros de chocolate», etc. De la misma forma, los bombones aparecen en las pastelerías de las grandes ciudades. También comenzaron a adquirir celebridad las mousses de chocolate, de las que el repostero madrileño Juan de la Mata fue precursor en su propia obra del siglo XVIII, denominándolas espuma de chocolate. También a principios de siglo, la repostería española empieza a incluir el chocolate en sus tartas, bien sea como ingrediente o como decoración. El chocolate se establece asimismo en otros elementos de la repostería española, como son las monas de Pascua y las cocas de Cataluña.
Las cafeterías empiezan a entrar en escena a principios del siglo XX, iniciándose el declive de la «cultura del chocolate». La aparición de estas hace que los patrones de consumo acerca del chocolate vayan cambiando poco a poco: el café empieza a ser más popular y la demanda de chocolate disminuye. Por su parte, las chocolaterías se convierten en un lugar atractivo para trasnochadores y juerguistas.
Otras bebidas comienzan a hacer acto de presencia y algunas de ellas compiten en popularidad con el chocolate. Así, en el año 1931 surge una nueva idea de bebida con chocolate procedente de un empresario catalán, Joan Viader Roger, quien decide comercializar una mezcla batida de chocolate y leche. Este invento fue denominado «cacaolat» y se hizo muy popular en España a mediados del siglo XX.

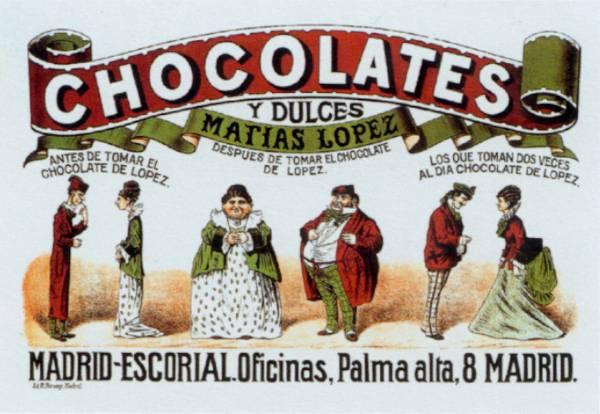
Los gordos y los flacos, obra de Francisco Javier Ortego y Vereda, incluida en la publicación titulada Cuando El Escorial Olía a Chocolate.

Aparecen diversas empresas chocolateras españolas, como Nutrexpa, fundada en Barcelona el año 1940 que lanzaron con éxito el Cola-Cao (polvo de cacao que se suele disolver en un recipiente con leche caliente). De la misma forma, surgió el Phoscao. Otras empresas como Chocolates Matías López, que aparece en Lugo en 1825 (gracias a los dibujos de carteles diseñados por Francisco Ortego Vereda se establece la primera campaña publicitaria en España); Chocolates Elgorriaga; Chocolates Nogueroles, que inicia su actividad en 1843 ; Santiveri, fundada en 1885; Chocolates Valor; Chocolates Ricord (o la saga de los Joaquines); Chocolates Lacasa, y Xocolates Juncosa.
El chocolate elaborado en esta época mantiene las características de calidad del pasado, si bien en algunos casos se rebaja el volumen neto del producto con harina o almendra molida, con objeto de abaratarlo. Este aditamento, que marca un mayor espesor en el chocolate, es criticado sin embargo por la marquesa de Parabere, ya que disminuye la calidad del producto final.
Existían tres formas de tomar el chocolate en los años 1960 en las familias acomodadas: la primera es el clásico chocolate de textura espesa («a la española»), o más claro diluido en leche («a la francesa»), o bien con nata («a la suiza»). Estas tres formas eran habituales en las cafeterías.
Son raras las recetas de la cocina española que emplean el chocolate en sus ingredientes. No obstante, existen algunos platos, como las migas con chocolate (de influencia navarra), la langosta con chocolate gallega, etc. Los acompañamientos al servir los chocolates van adquiriendo diversas formas. En muchas zonas se emplean distintas frutas de sartén dependiendo de la zona: en el sur, los churros; en el norte, los buñuelos y los bolaos.
En esta época surgen los sucedáneos de chocolate y, en algunos casos, chocolates adulterados con el claro objeto de abaratar el producto. Los ingredientes empleados eran migas de galleta, cacahuete finamente molido o harina de trigo, entre otros. Estos aditamentos, si bien no eran perjudiciales a la salud, eran engañosos, ya que disminuían la calidad del producto. Este hecho se solucionó con la imposición de la etiqueta: «mezclas autorizadas». Otra adulteración frecuente consistía en sustituir la manteca del cacao incluida en el chocolate, por otras grasas de inferior calidad, como el aceite de palma o el coco.

### Periodo de posguerra ysigloXXI

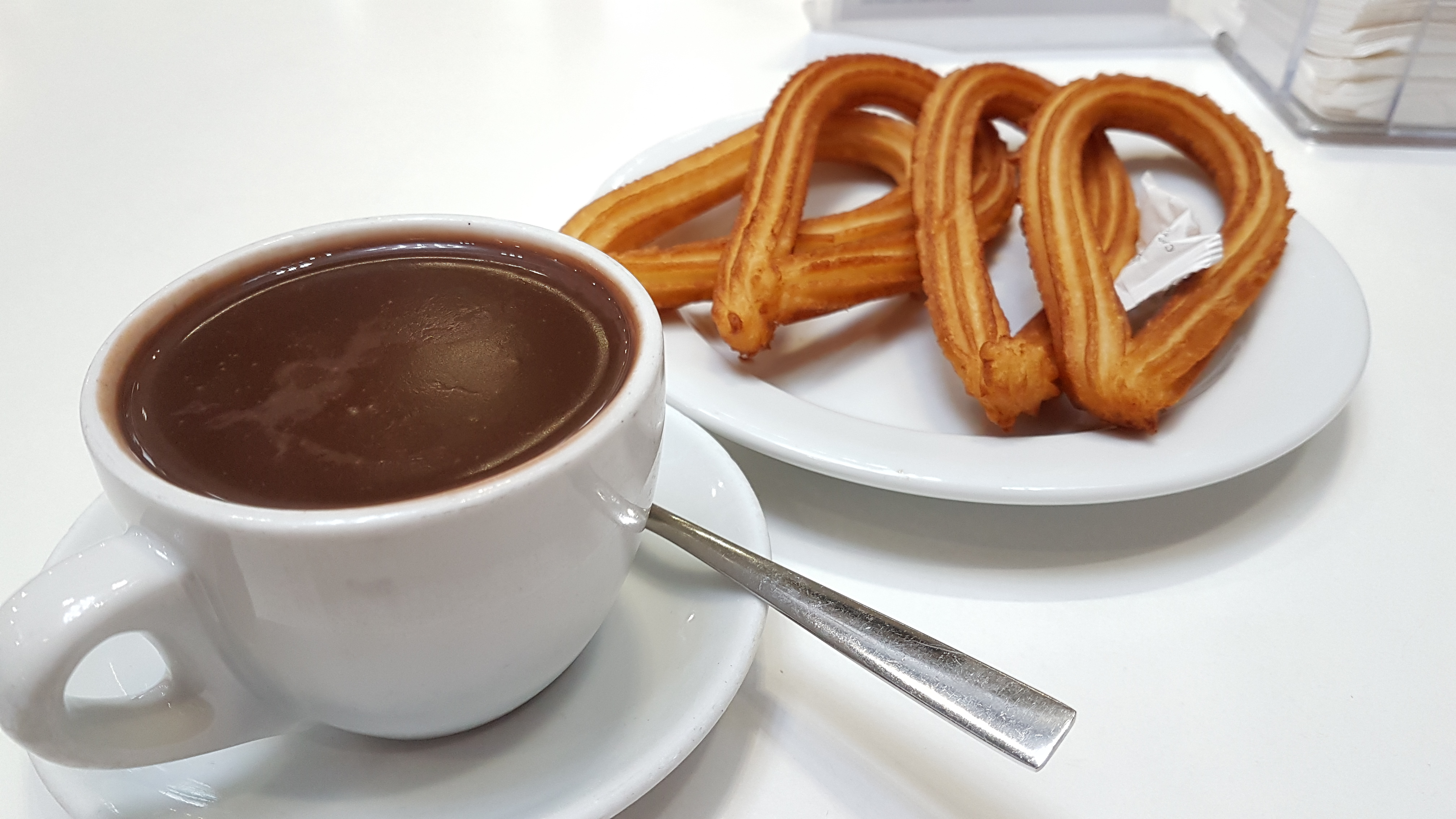
El popular chocolate con churros español, empleado como desayuno o merienda. Un vestigio moderno que nos recuerda los tiempos de su popularidad en España.

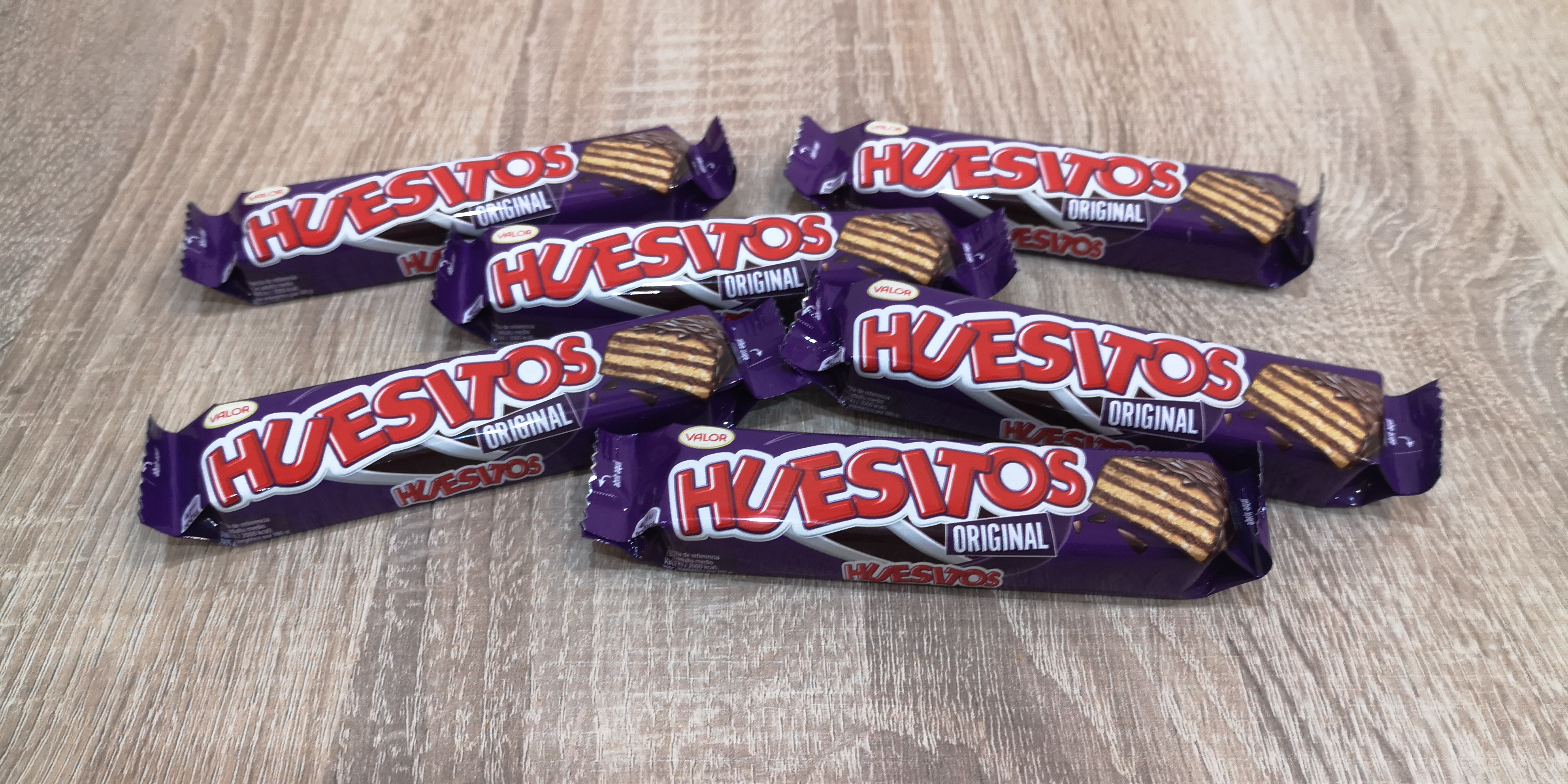
Varias barritas de Huesitos, el emblemático producto de Chocolates Hueso que pasó a fabricar Chocolates Valor desde 2013.

Durante el periodo de la Guerra Civil, el consumo de chocolate se redujo considerablemente debido a la falta de abastecimiento general de alimentos. Sin embargo, ya en la posguerra, y debido a la escasez de productos y a que el cacao y el azúcar estaban sometidos a cupos de racionamiento que controlaba la Comisaría de Abastecimientos, se hacen populares algunos sucedáneos del chocolate, como fue el chocolate de algarroba. En algunas ocasiones, no se desdeñaba la cascarilla del cacao, que entraba pulverizada de nuevo en el ciclo de producción de la bebida. En algunas poblaciones españolas, el «chocolate de cascarillas» fue muy popular: de esta forma, por ejemplo, a los habitantes de La Coruña se les llegó a denominar con el sobrenombre cascarillas, debido a su afición al consumo de este tipo de chocolate.
En los años 1940, el café con leche empieza a tener cada vez más popularidad como bebida social entre los españoles, y en muchas ocasiones es entendido como un sustituto del chocolate. Hay autores que defienden el uso del chocolate frente al café como algo «auténticamente español». Es en esta época cuando las casas chocolateras toman como estrategia de marketing la oferta de cromos en la venta de pastillas de chocolate. El no lograr con rapidez los cromos difíciles obligaba a las familias a seguir consumiendo una misma marca hasta lograr una serie. Este proceso impulsó las actividades de las empresas de litografía. Los primeros temas eran motivos de guerras, como la de Cuba y África (ambas emitidas por la casa La Juncosa). Fueron continuadas con la Segunda Guerra Mundial (chocolates Amatller). La firma Nestlé hizo colecciones de animales salvajes. En los años sesenta el grupo Starlux se inspiró en las diversas cremas de chocolate untables que circulaban por Europa para crear la nocilla (sus ingredientes básicos eran leche, cacao, avellanas y azúcar). El producto se publicitó entonces con el eslogan Qué merendilla!.  Para darse a conocer entre los jóvenes, Nocilla patrocinó campamentos deportivos, eventos infantiles y apostó fuertemente por la publicidad. De este modo, Nocilla se situó como principal marca en su sector. En 1982 aparecen los lacasitos como una línea de productos de chocolate de Lacasa, están inspirados en los famosos M&M's de la empresa norteamericana Mars creados anteriormente en los años cincuenta.
Hoy en día, la existencia de numerosas chocolaterías en las ciudades mantiene un consumo de chocolate que resulta más acusado en los meses de invierno. Se conserva la tradición de ser servido con churros y/o picatostes, así como cualquier otra fruta de sartén. En la actualidad, España se sitúa entre los diez primeros productores mundiales de chocolate para confitería, el séptimo en el espacio europeo. De todas formas, el consumo de productos de cacao se ha estancado. Desde comienzos del siglo XIX, la demanda se ha venido apoyando en los sectores infantil y juvenil de la población: la evolución demográfica moderna de España hace que existan menos jóvenes, por lo que la demanda ha caído.

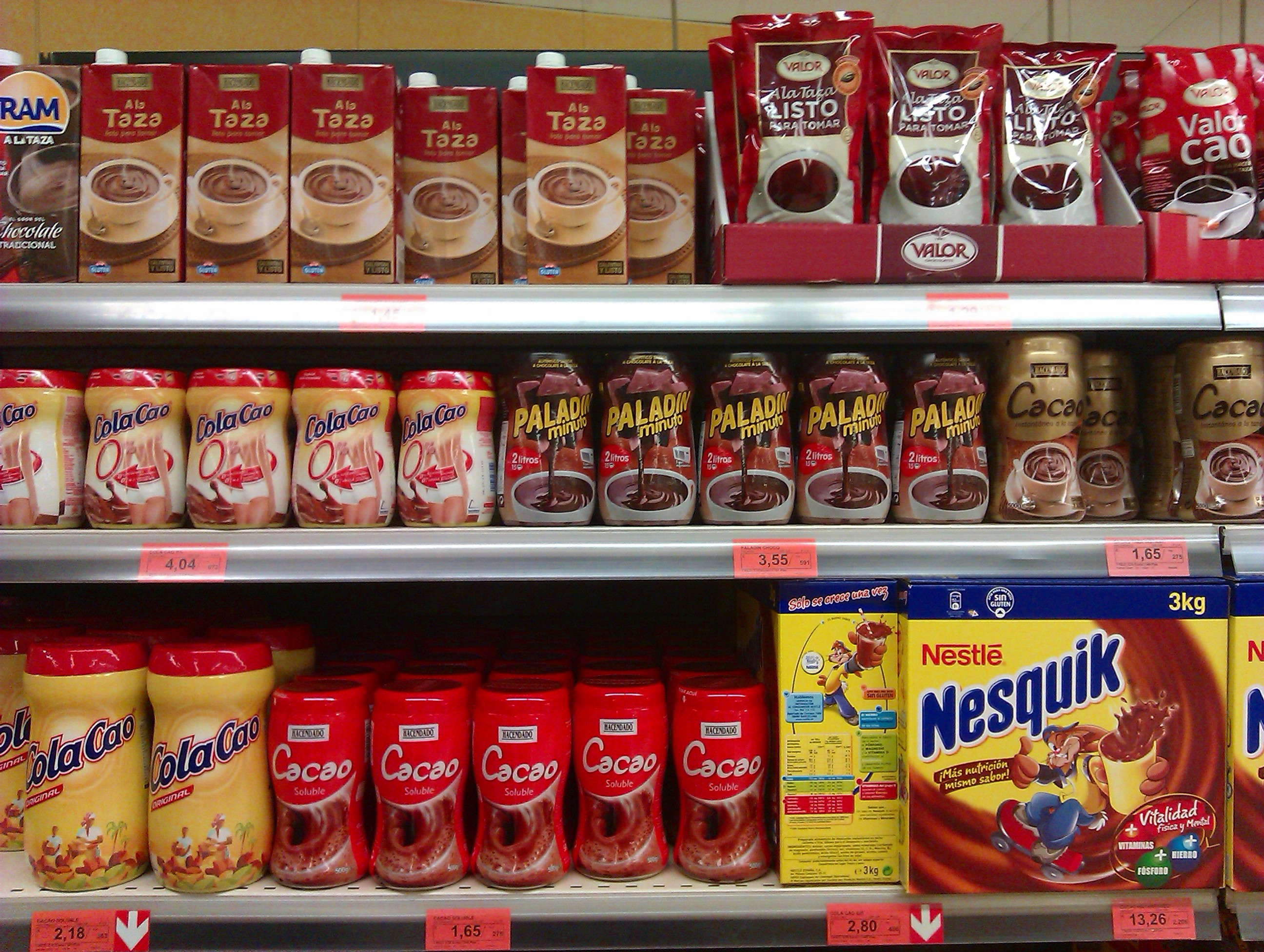
Productos de cacao en polvo a la venta en un supermercado de España

El cacao en polvo ocupa casi la mitad de la demanda del sector chocolatero, el resto va a parar a la diversa confitería, que va desde las tabletas hasta las cremas para la repostería. El perfil de consumo de cacao difiere en gran medida del europeo, debido a que se consume mucha cantidad de cacao soluble, cremas para untar y, en menor medida, chocolate en forma de tabletas, bombones y productos impulso. Empresas como Chocolates Valor han creado franquicias de integración vertical, en las que no solo elaboran y procesan el chocolate, sino que además proporcionan locales en los que se proporciona este producto «a la vieja usanza». Las empresas son, por regla general, pequeñas y su objetivo es el mercado interior, las cuales están ubicadas, en su gran mayoría, en Barcelona. Una de las más grandes empresas españolas productoras de chocolate es Nutrexpa.
España era, a finales del siglo XX, la octava nación en consumo de cacao, oscilando entre dos y cuatro kilos per cápita. A pesar de todo, el consumo de chocolate va en incremento: en el año 1930 se consumieron ocho mil toneladas, mientras que en el año 2000 se superaron las quinientas mil toneladas, lo que sitúa el consumo actual en unos cuatro kilos por persona y año. No obstante, estos valores están por debajo de otros consumos europeos.

## Museos del chocolate

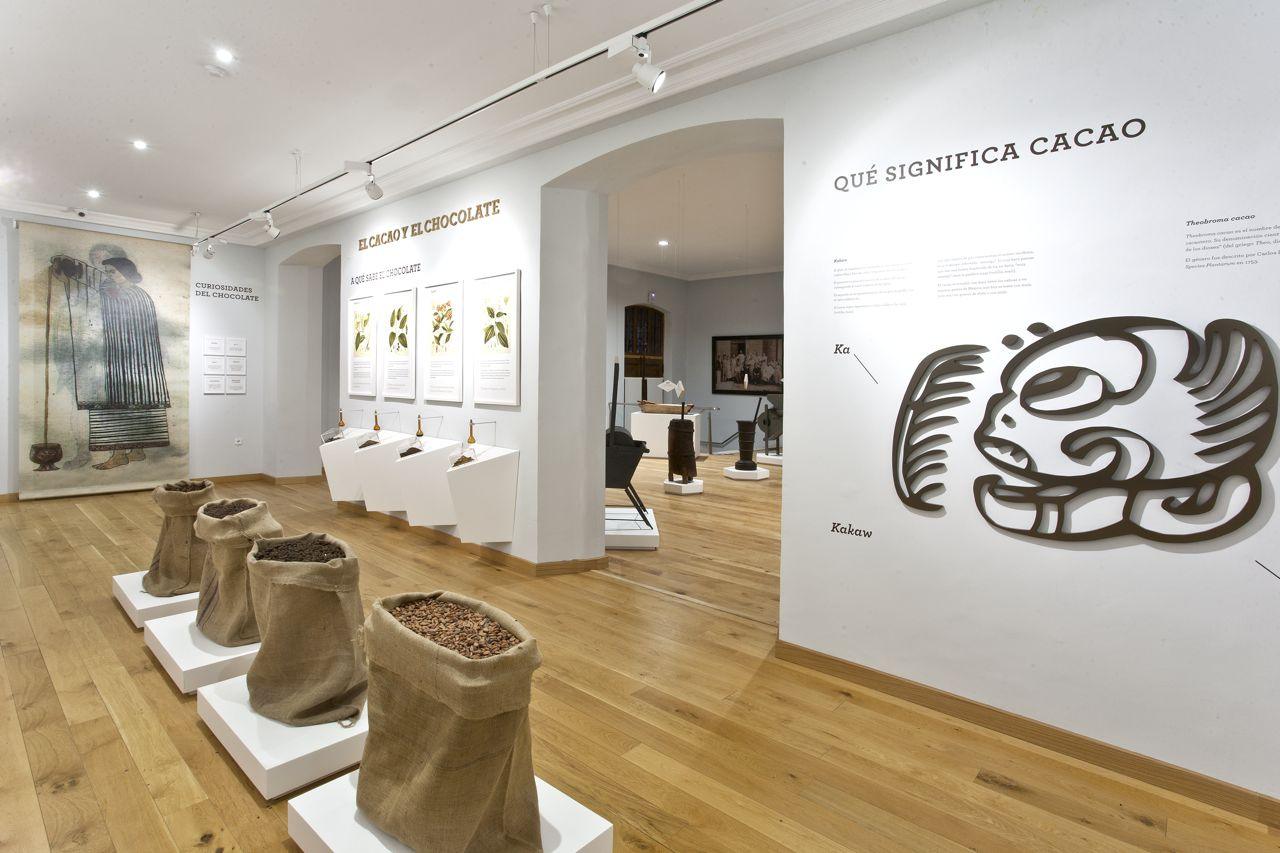
Vista interior del Museo del Chocolate de Astorga.

Los periodos de consumo del chocolate a la taza y su posterior declive han dado lugar a la creación de un conjunto de museos monográficos dedicados al chocolate y a su elaboración en España. La mayoría de estos museos se inauguraron a finales del siglo XX y contienen descripciones de las marcas y del instrumental empleado en su fabricación. Como tónica general, se puede ver la evolución en la maquinaria empleada a partir del siglo XIX.
Entre los más famosos dentro de la península ibérica se encuentran el Museo de la Confitería de Tolosa, patrocinado por una pastelería local. También destaca el Museo del Chocolate de Astorga, inaugurado en 1994 por José Luis López García, en el que se puede ver reflejada la próspera actividad chocolatera existente en esta zona a mediados del siglo XIX. El Museo del Chocolate de Villajoyosa está patrocinado por la empresa española Chocolates Valor y dedica algunas secciones a la historia del turrón. Dentro de la provincia de Valencia, se encuentra el Museo del Chocolate de Sueca. La Chocolatería El Indio es una sección ubicada en el Museo Nacional de Antropología de Madrid que contiene detalles de la chocolatería Doña Mariquita, emplazada en Madrid. Por último, en Barcelona se encuentra el célebre Museo del Chocolate impulsado por el Gremio de Pastelería de Barcelona.